# ソ連運輸省TEM2形ディーゼル機関車
TEM2形（ロシア語: ТЭМ2）は、ブリャンスク機械製造工場、ヴォロシロフグラードディーゼル機関車工場によって1960年から2000年まで製造されたディーゼル機関車（ロード・スイッチャー）。ソ連運輸通信省を始め、ソ連崩壊後のCIS諸国、各企業の専用鉄道、ソ連国外の鉄道路線など世界各地に導入された。
この項目では、TEM2形を基に製造された関連形式についても解説する。

## 概要
1958年から製造されていたブリャンスク機械製造工場製のロード・スイッチャーであるTEM1形に代わる高出力の機関車として開発・製造された形式。車体はTEM1形と同様、フード・ユニットと呼ばれる主要機器が収納された部分（フード）が運転台の車体幅よりも狭い構造となっており、運転台部分の側面は視界の向上を図るためTEM1形で設置されていた傾斜が廃された。ディーゼルエンジンはペンザディーゼル工場製のPD1形（ПД1）が用いられ、シリンダーの本数増加や大型化、回転機の速度上昇が図られた結果TEM1形（735.4 kW、1,000 PS）から出力が882.6 kW（1,200 PS）に増強された。これを用いてGP-300A形直流発電機を動かし、その電力で電動機を稼働させた。6基搭載された電動機の配列はTEM1形から変更され、直列接続された3基によるユニットが2個並列接続されていた。

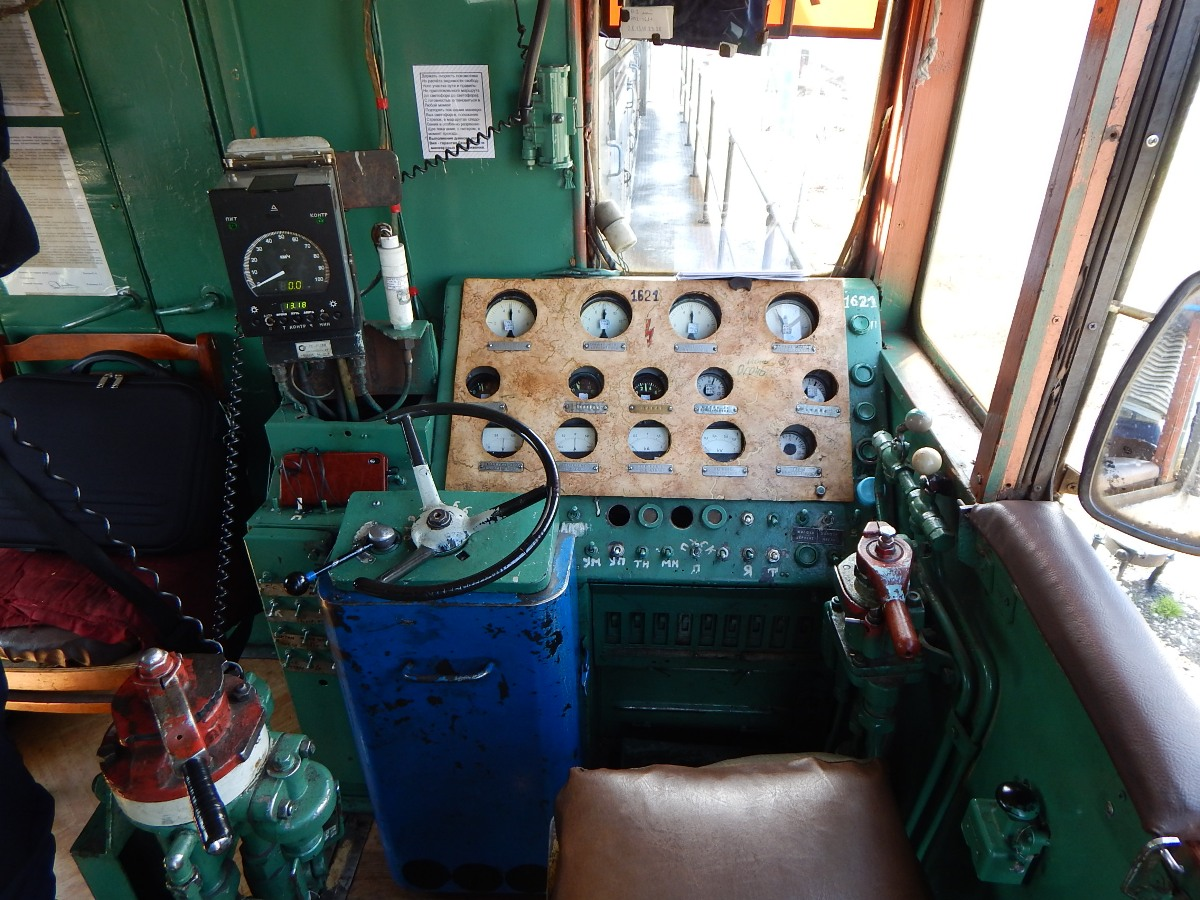
運転台（TEM2-1621）
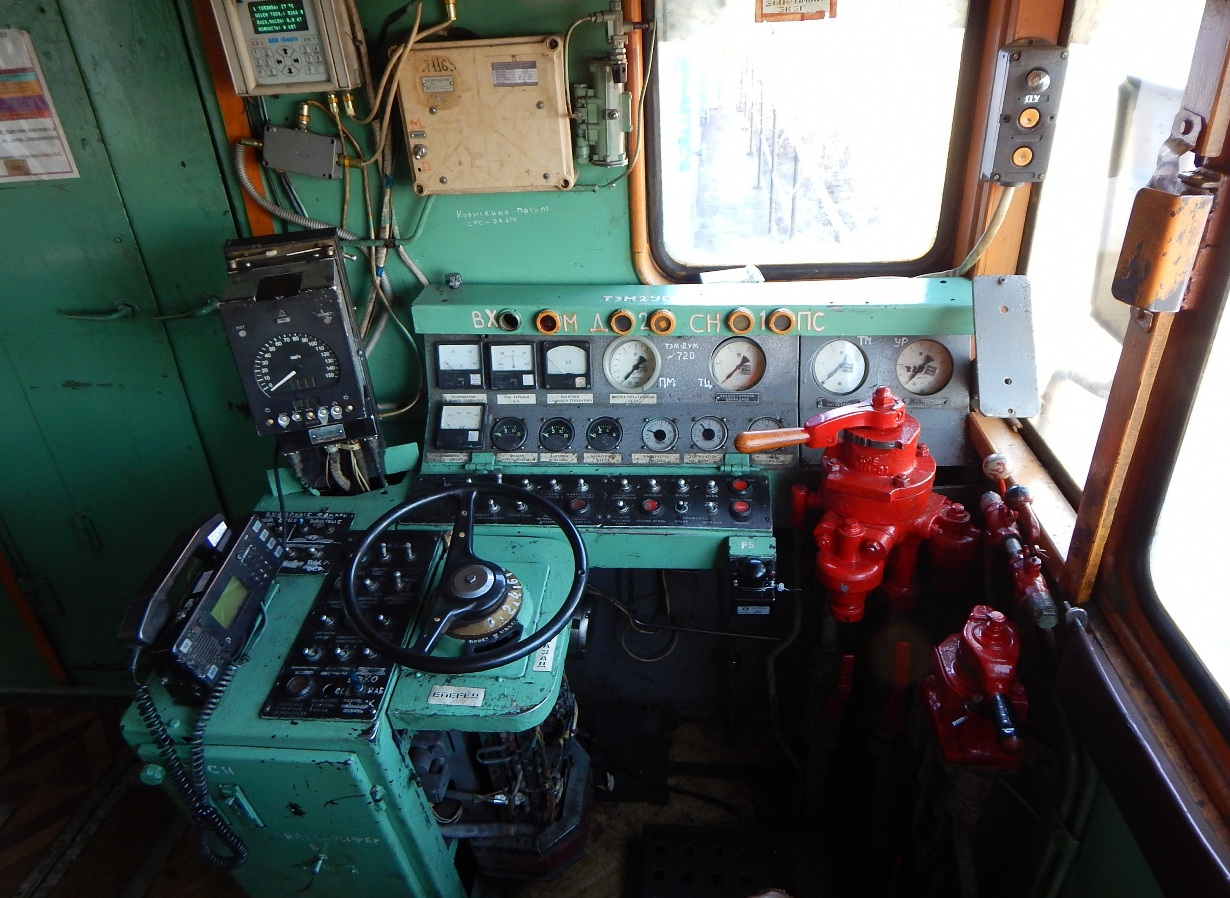
運転台（TEM2UM-720）
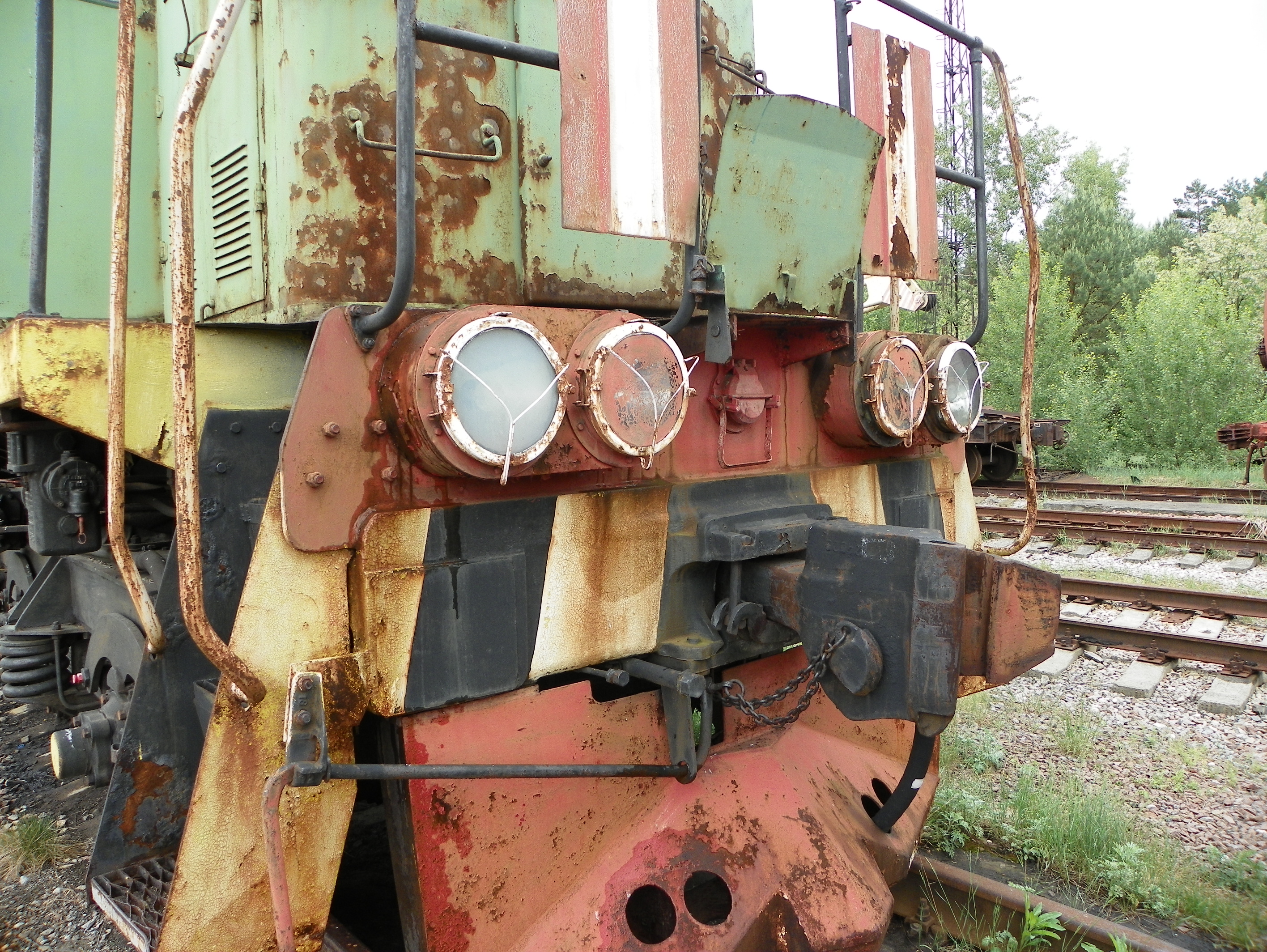
連結器はSA3形自動連結器を用いる
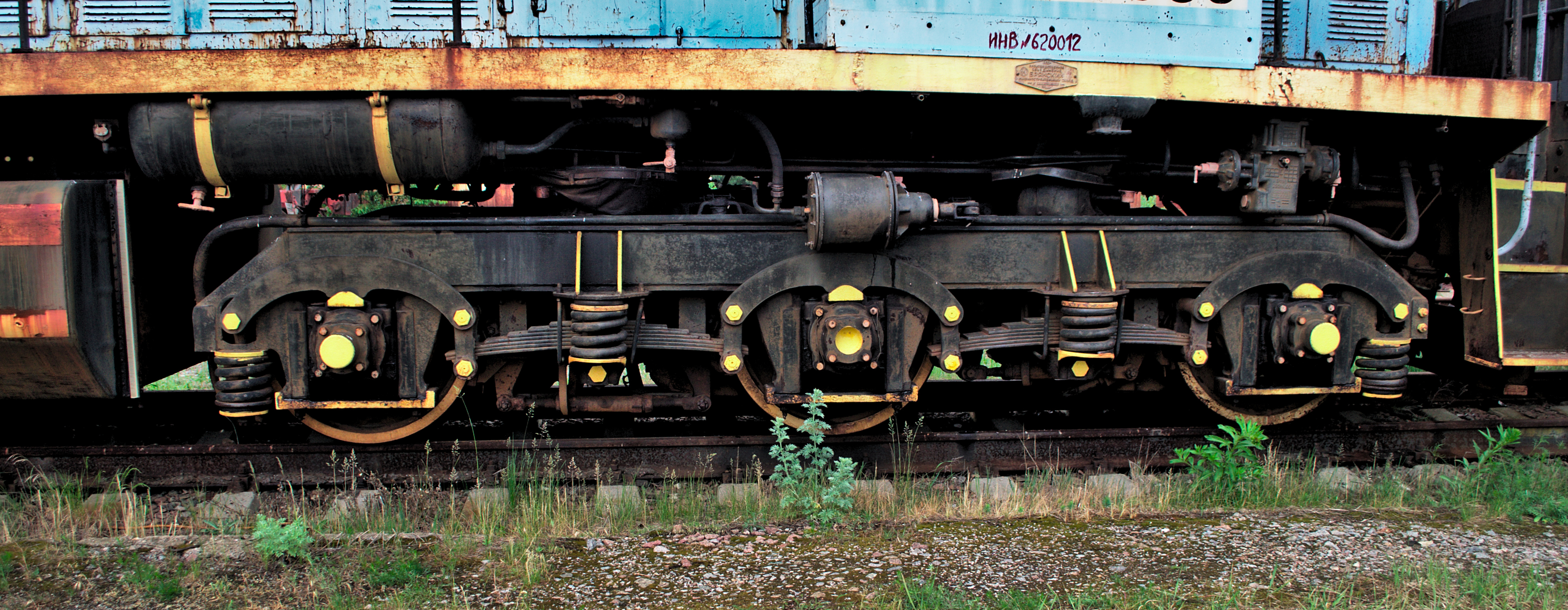
台車は3軸ボギー式である（TEM2UM形）

## 運用
1960年から1961年にかけて試作車（001-003）が製造され、試験運転が実施された。その結果、電動機（EDT-340G形、108 kW）の励起状態からの減衰が計画よりも低かった結果最高出力でも最大37 km/hまでしか出せなかった事から、1963年に製造された車両（004-015）は電動機をED-104B形（113 kW、2,080 rpm）に変更し、減速比についても試作車の4.53からTEM1形と同様の4.41へと変更した。また運転台の設計が変更され、クランクシャフトの回転位置の最適な数値を表示する事ができるようになった。
その後、4年の中断を経て1967年から製造が再開され、以降は関連形式も含め1988年まで大量生産が実施された。ブリャンスク機械製造工場に加え、1968年から1979年まではヴォロシロフグラードディーゼル機関車工場での製造も実施され、両工場間で部品の共用も行われた。
製造の過程で運転台、電動機、駆動装置の変更、総括制御や自動始動・停止装置の導入など多数の設計変更が実施された。TEM2-704、TEM2-1732号機については運転台の遮音性向上や振動抑制のためゴム製のショックアブソーバーが下部に設置された事で床面高さが増加しており、1983年製のTEM2-7244号機以降は車体形状が後述するTEM2U形と同型のものに変更された。
ソ連国内のみならずモンゴル、アフガニスタンなど海外への輸出も実施され、特にポーランドへは1974年から1989年にかけて標準軌・広軌双方の車両合わせて430両が輸出され、そのうちポーランド国鉄が1976年以降導入した129両についてはSM48形の形式名が与えられている。またモンゴルでは車庫の入換や小運転のみならず、K3/4次列車などの国際列車牽引にも使用される。

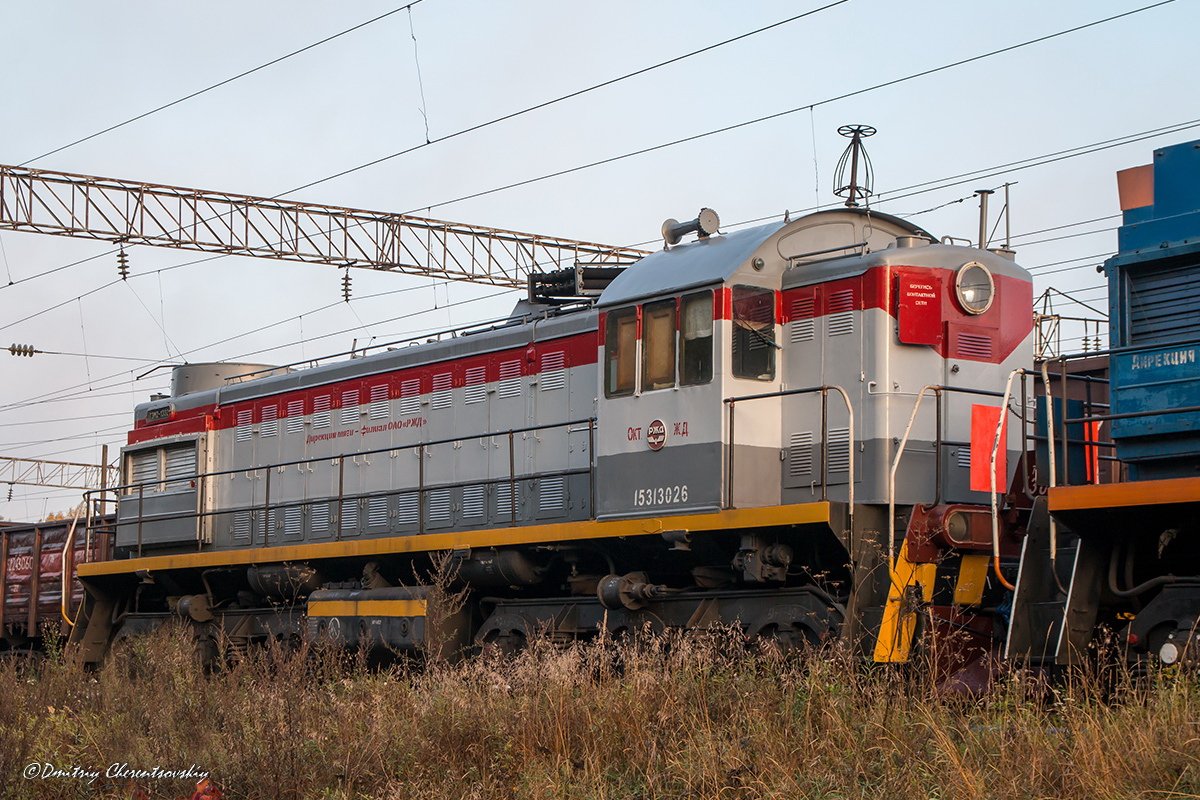
TEM2-1302（ロシア鉄道）
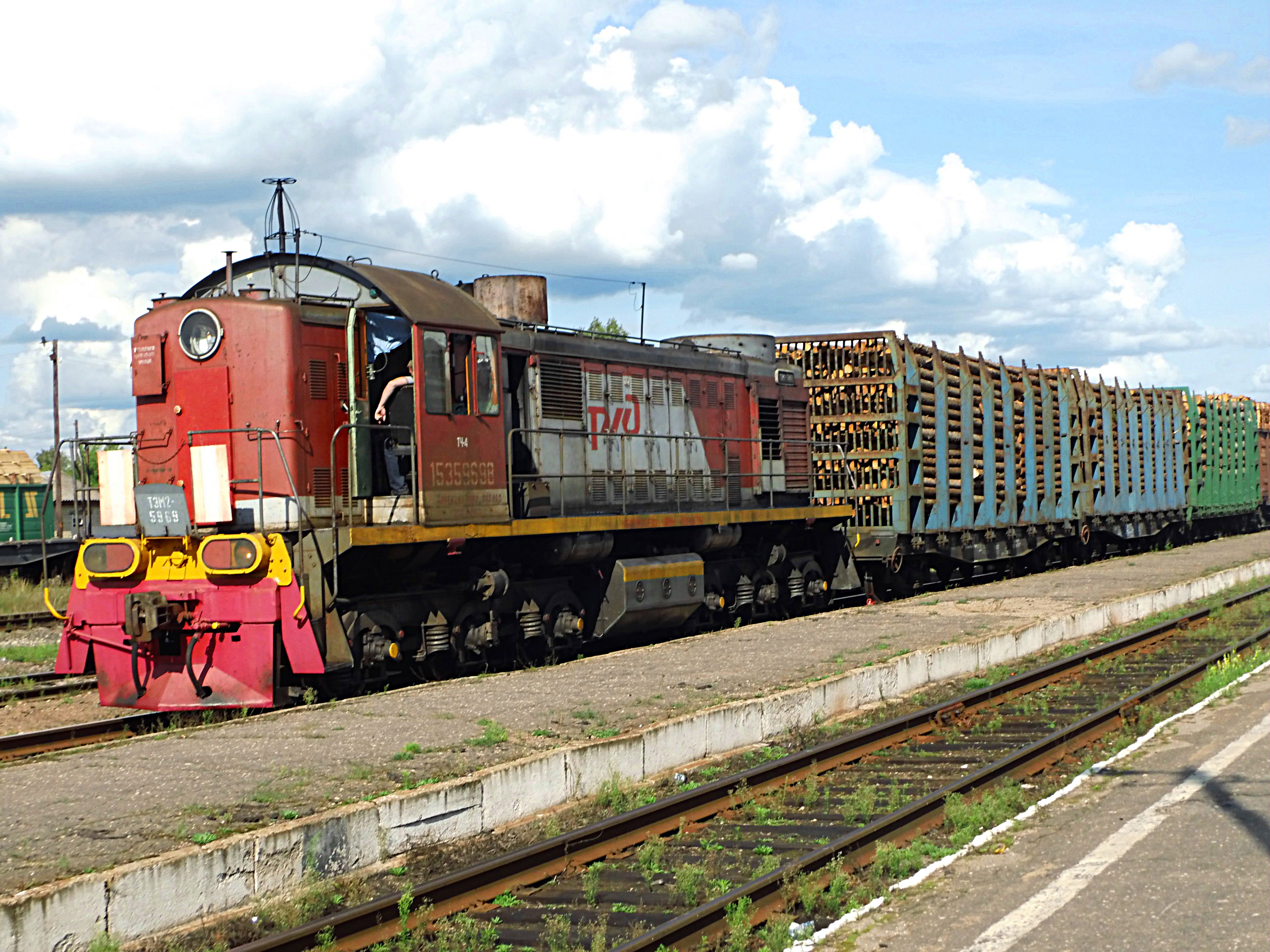
TEM2-5969（ロシア鉄道）
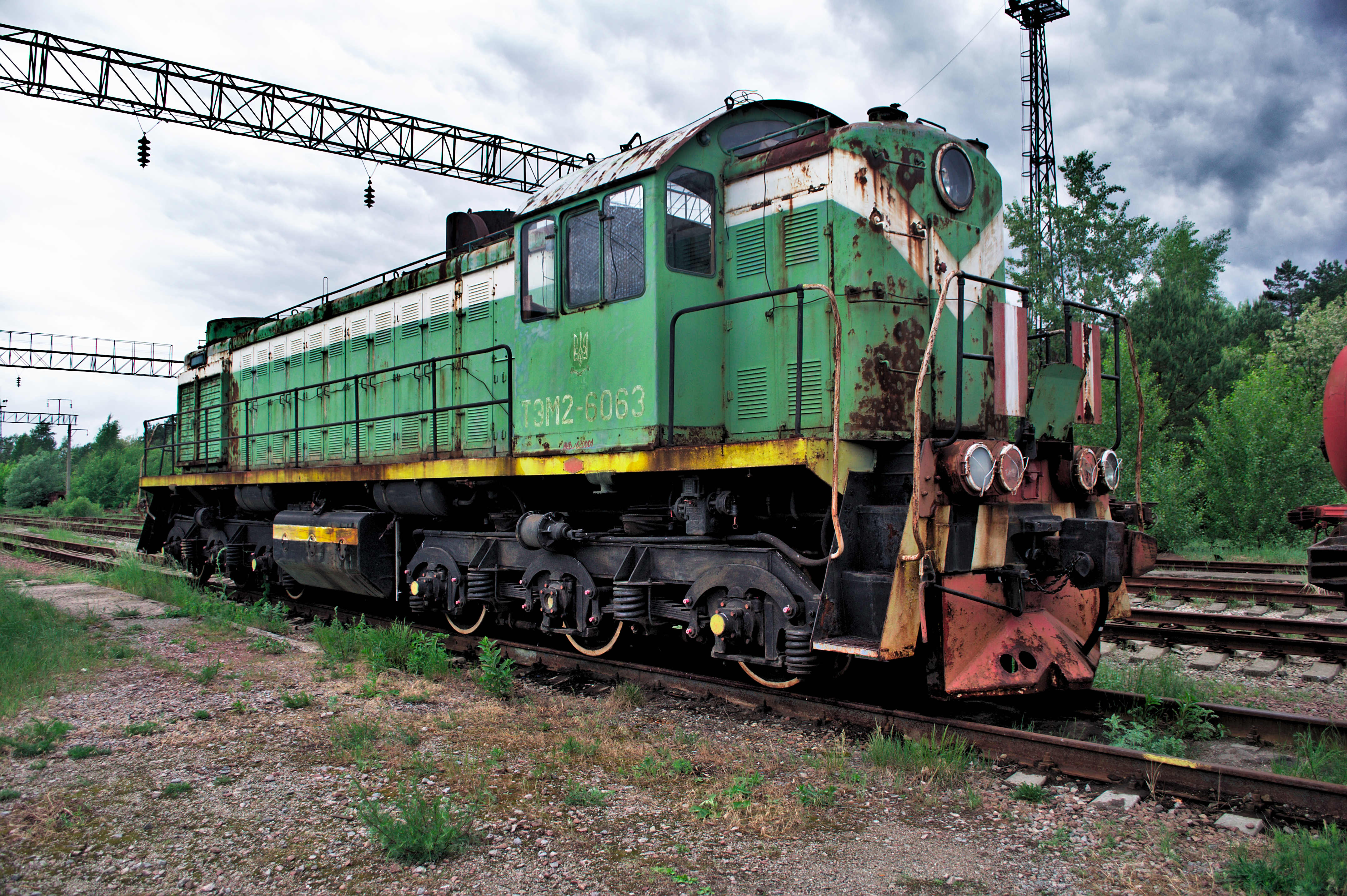
TEM2-6063（ウクライナ鉄道）
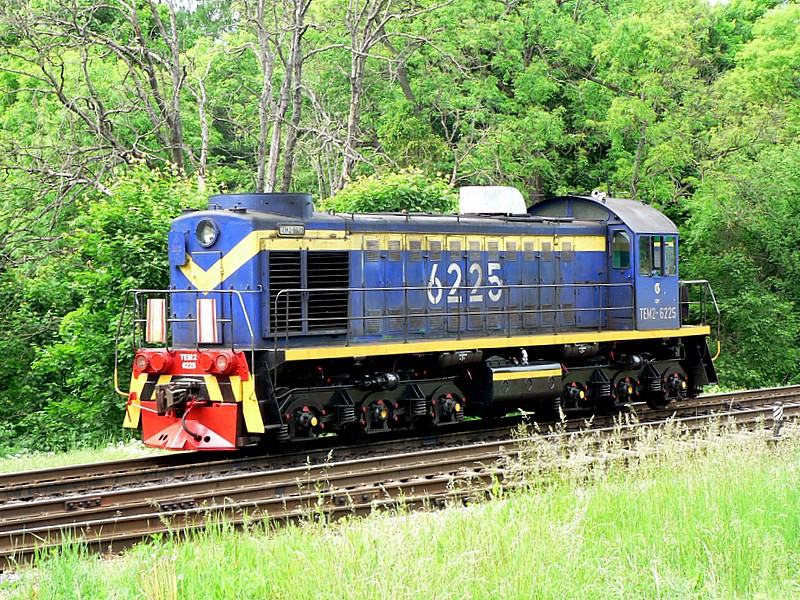
TEM2-6225（リトアニア鉄道）
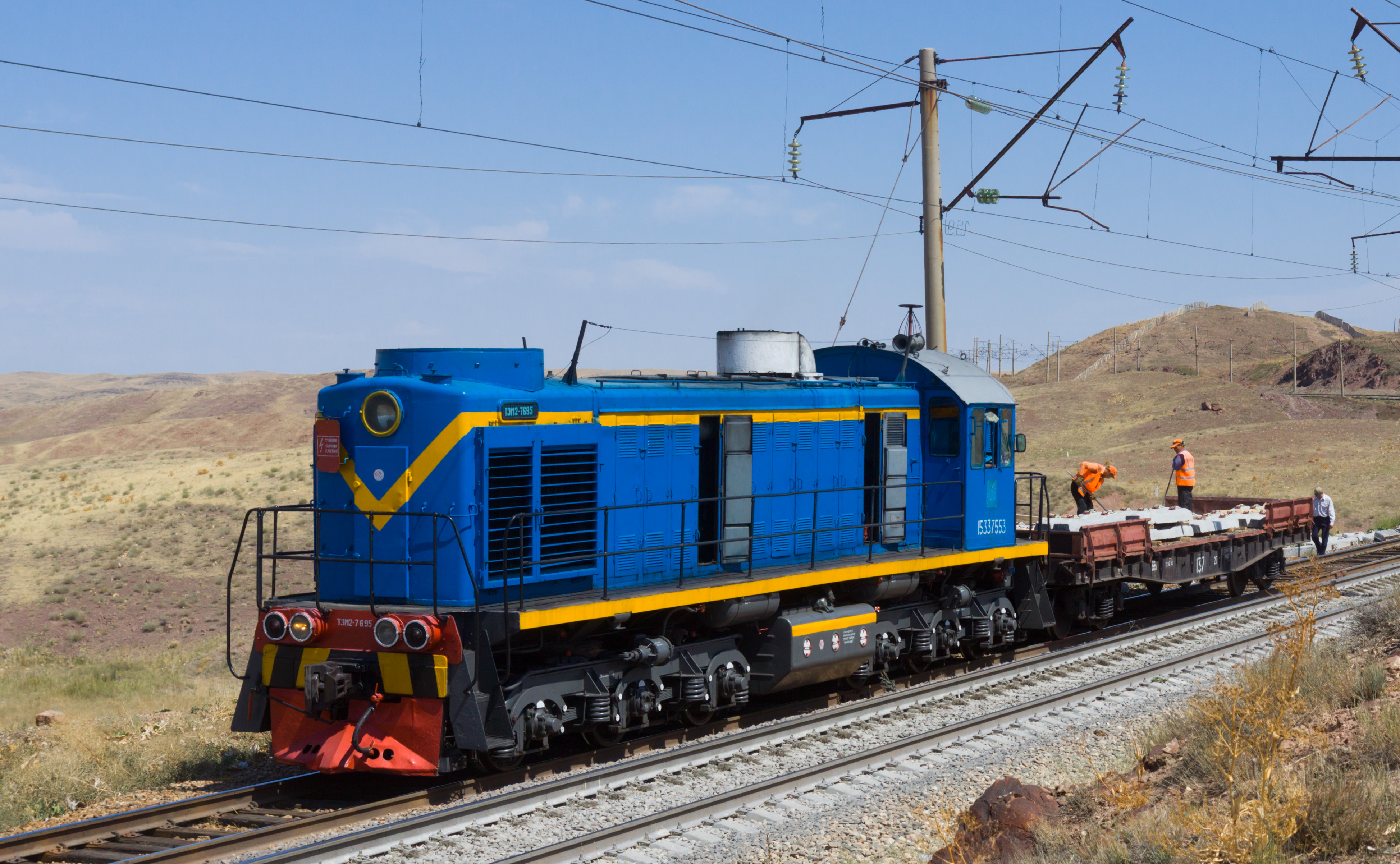
TEM2形（カザフスタン鉄道）
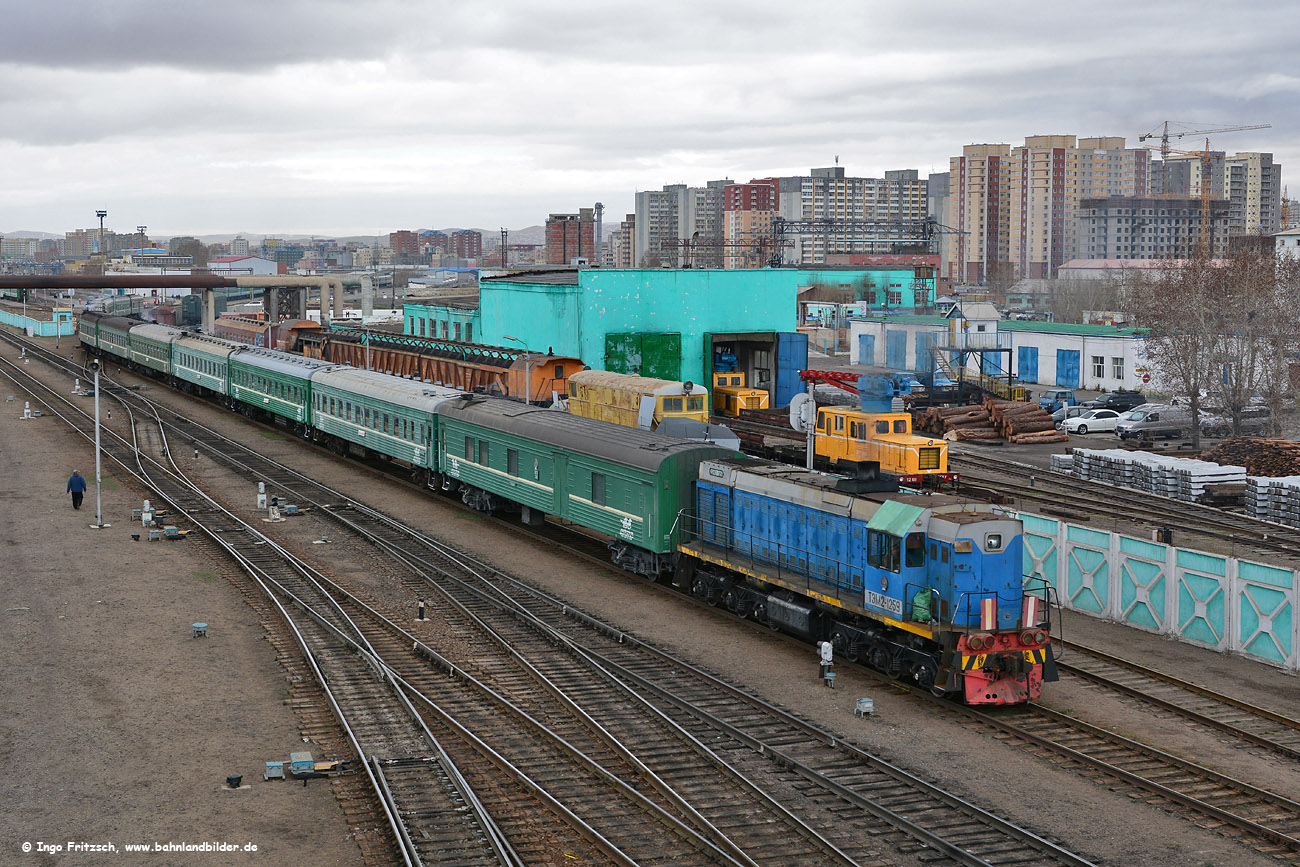
TEM2-1959（ウランバートル鉄道）

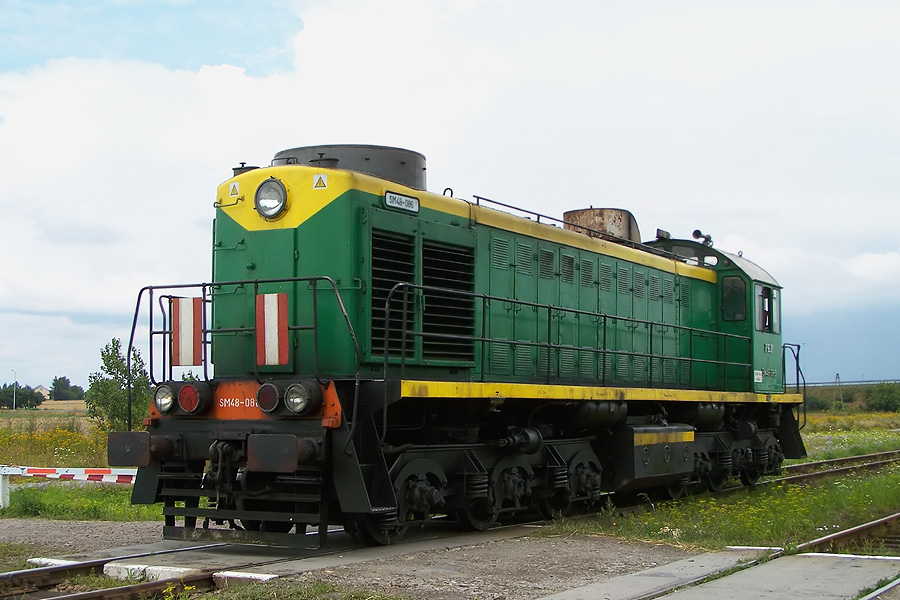
SM48形（ポーランド国鉄）
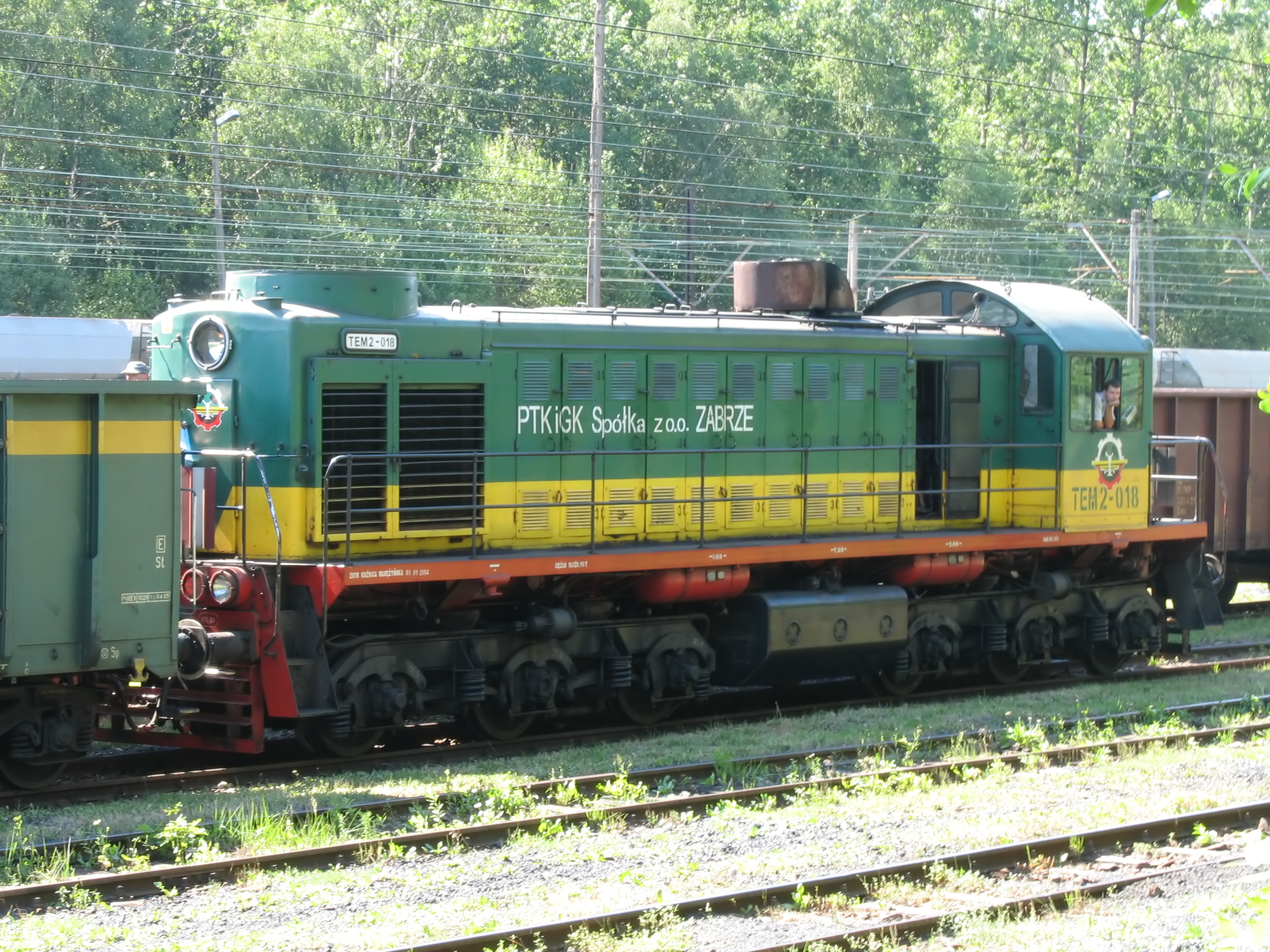
ポーランドの専用鉄道で使用されるTEM2形

## 発展形式

### TEM2A形（ТЭМ2А）

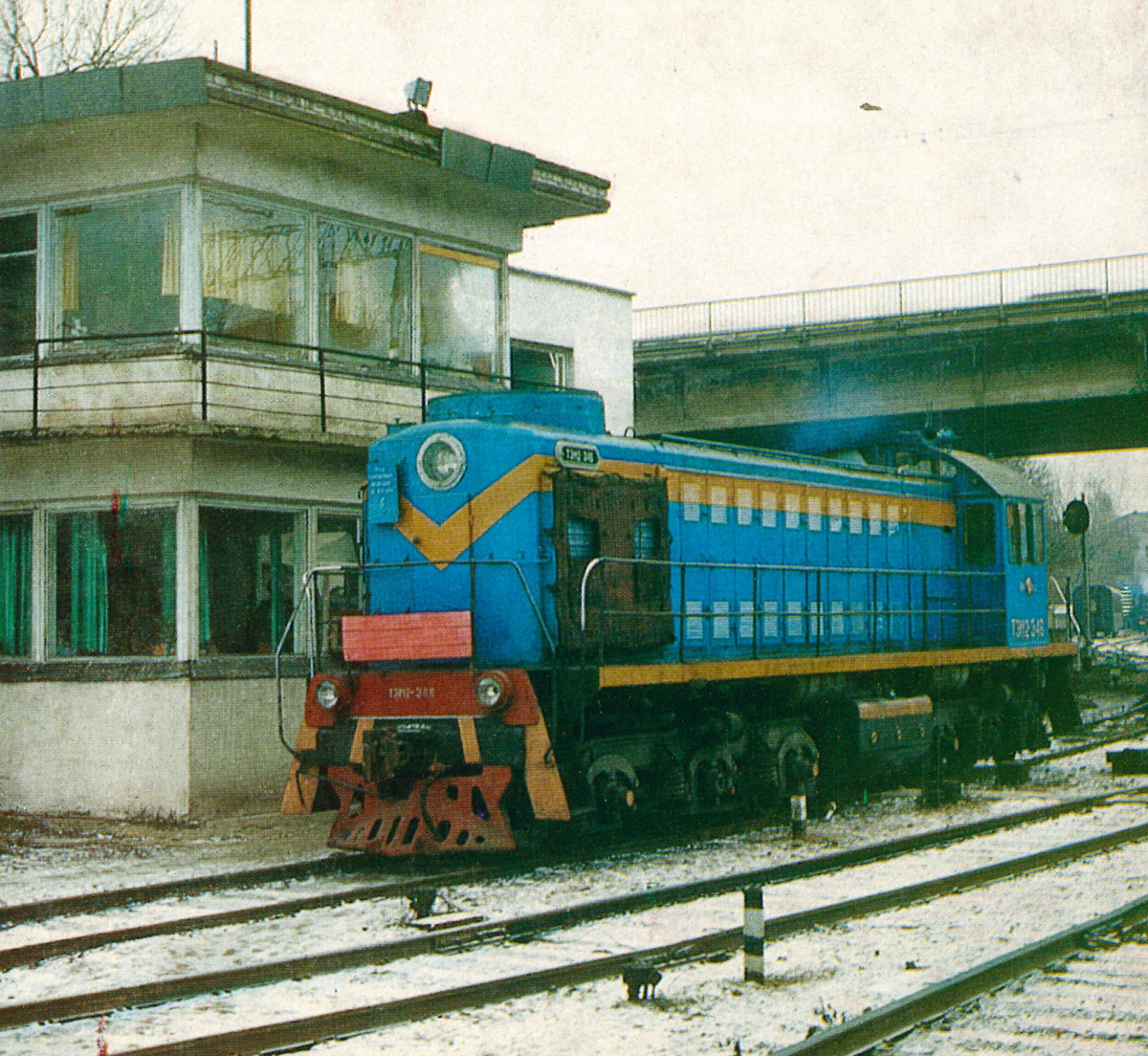
TEM2A-348

広軌（1,520 mm軌間）に加え、ソ連国外の標準軌（1,435 mm軌間）にも対応可能な台車を備えた形式。1969年以降少量の製造が実施された。

### TEM2M形（ТЭМ2М）

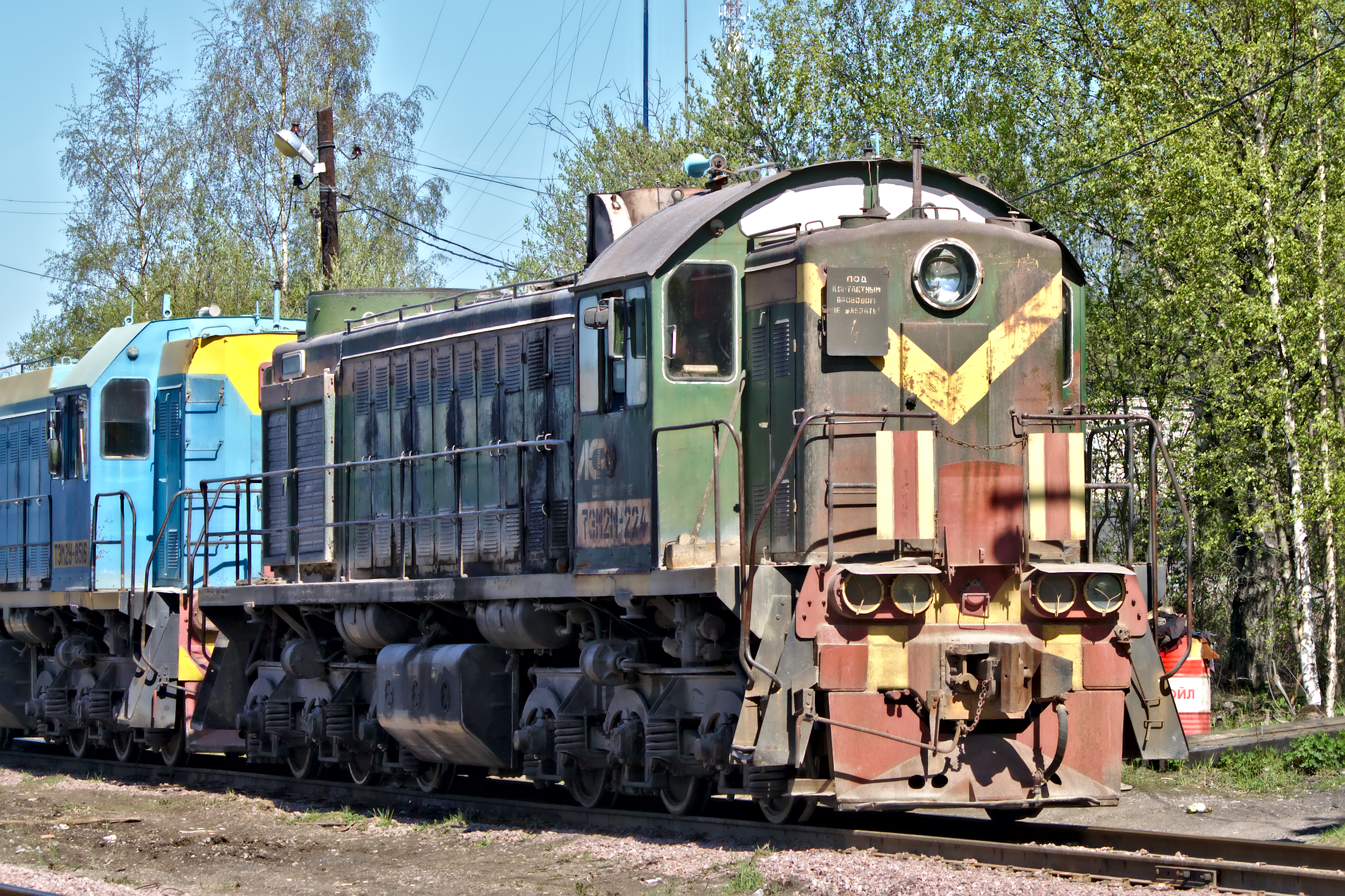
TEM2M-022

TEM2形と同時期に開発・製造されていたTEM5形を基に、ディーゼルエンジンをコロムナ工場製の8気筒4ストローク機関である6D49形（882.6 kW、1,000 rpm）に変更した形式。1974年から1988年まで製造され、ソ連国鉄が導入した試作車1両を除き各地の企業が所有する専用鉄道で使用された。また1982年以降に製造された車両については後述するTEM2U形に基づき車体デザインが変更された。

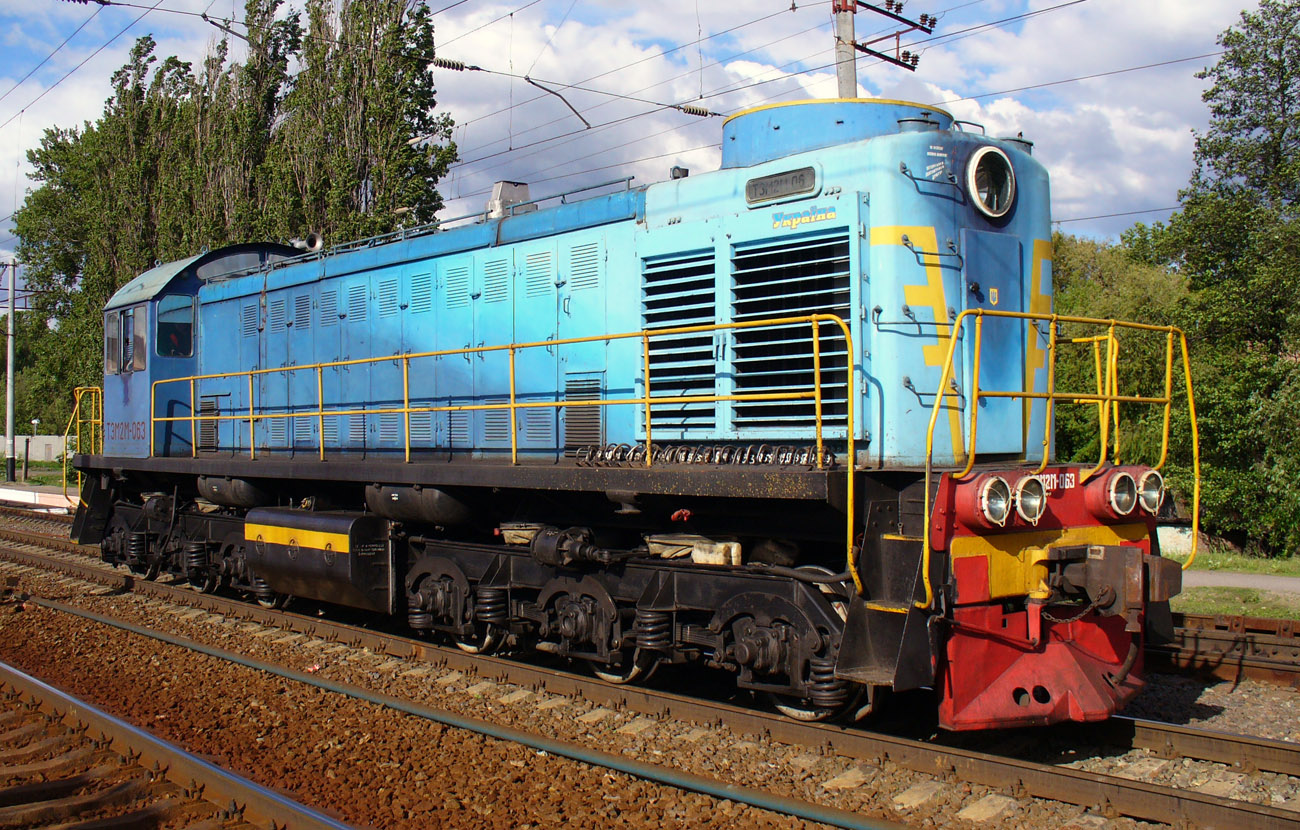
TEM2M-063（ウクライナ鉄道）
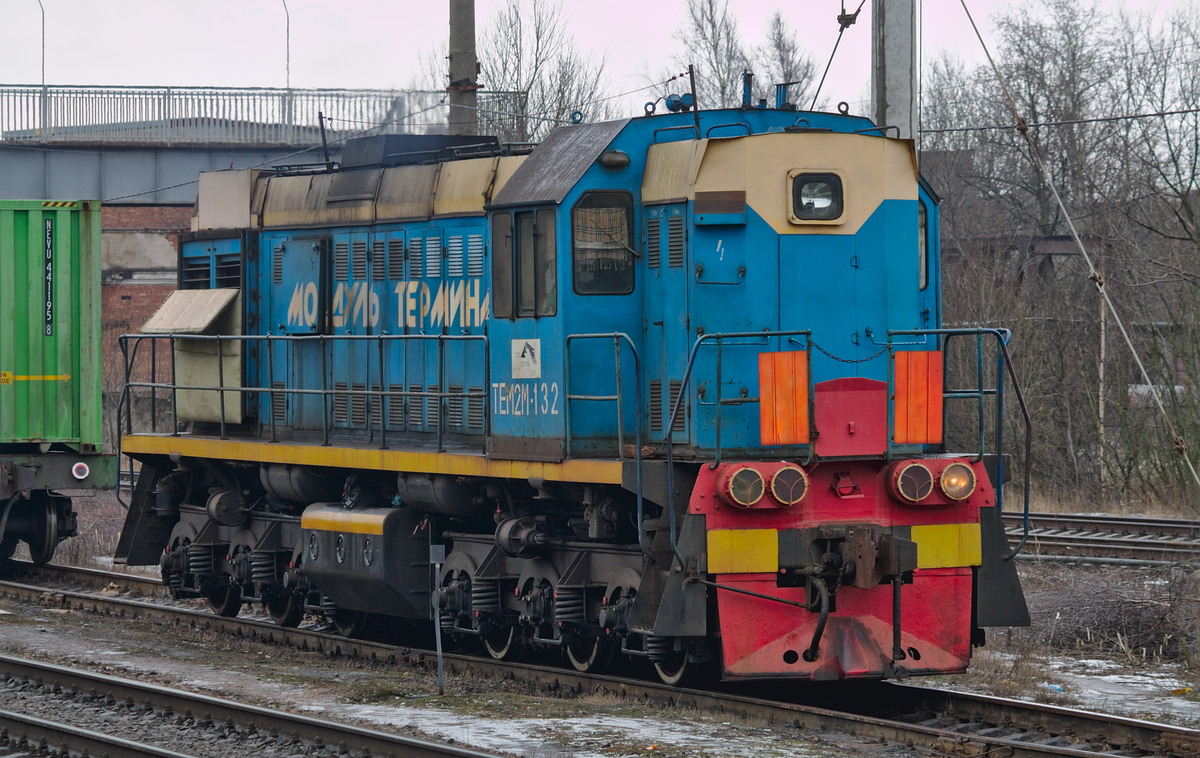
車体デザインが変更された車両（TEM2M-132）

### TEM2U形（ТЭМ2У）

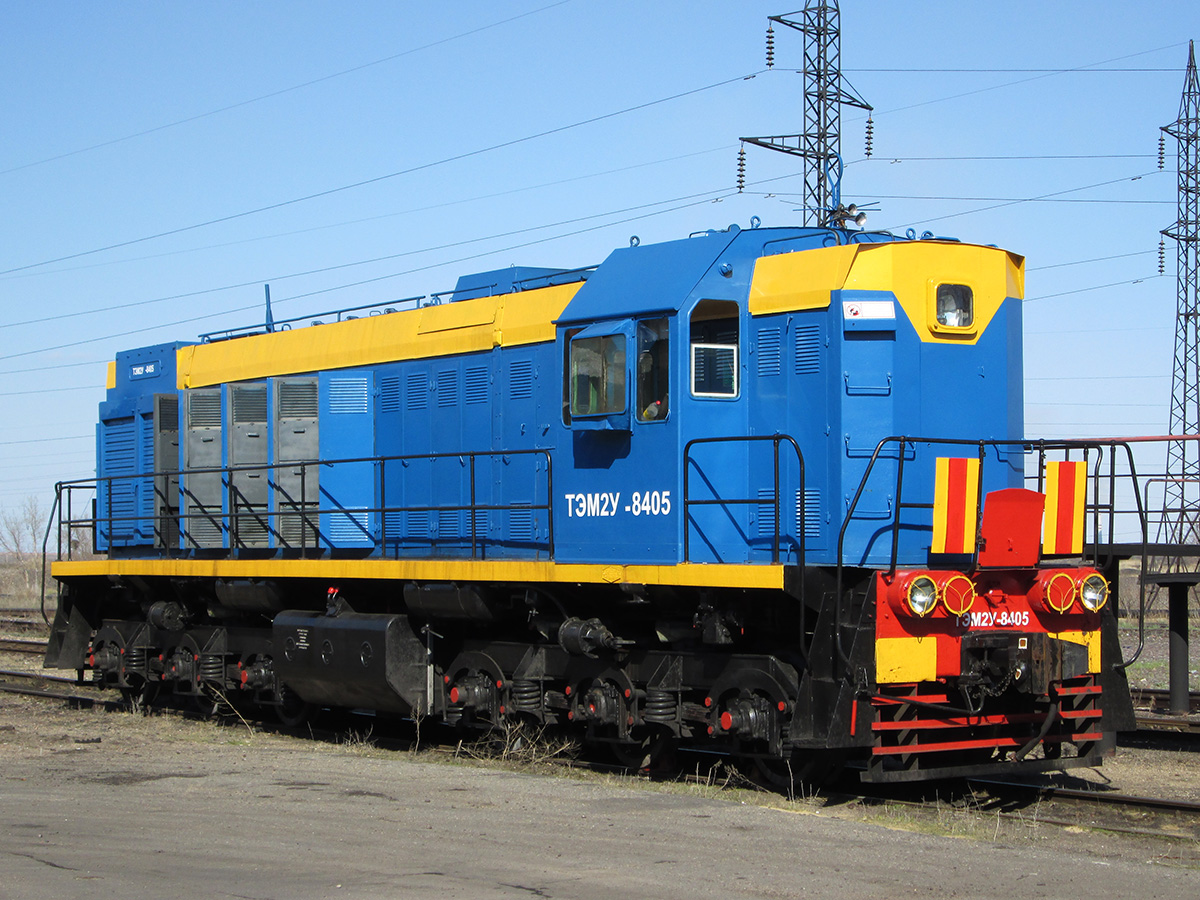
TEM2U-8405

車体形状がTEM2形の丸みを帯びたものから角ばったデザインに変更され、内部構造についても遮音性や断熱性の向上が図られた他、機器や冷却装置も改良が加えられた。一方でこれらの変更により車両重量は123.6 tに増大した。1978年に試作車が製造された後、1984年から1989年まで量産が実施され、一部車両は標準軌に対応したTEM2A形の増備車として導入された。

### TEM2UC形（ТЭМ2УС）
1978年に改造されたTEM2-1983号機を用いた試験結果を基に、制動使用時の粘着力を高めた電磁吸着ブレーキを搭載した試作車。1978年に1両（TEM2US-0001）が製造され試験運転が行われたが、量産される事は無かった。

### TEM2T形（ТЭМ2Т）
TEM2形に用いられる発電ブレーキの改良を目的とした試験のために製造された形式。1981年から1985年にかけて3両（6687、7512、8274）が製造された。

### TEM2UM形（ТЭМ2УМ）

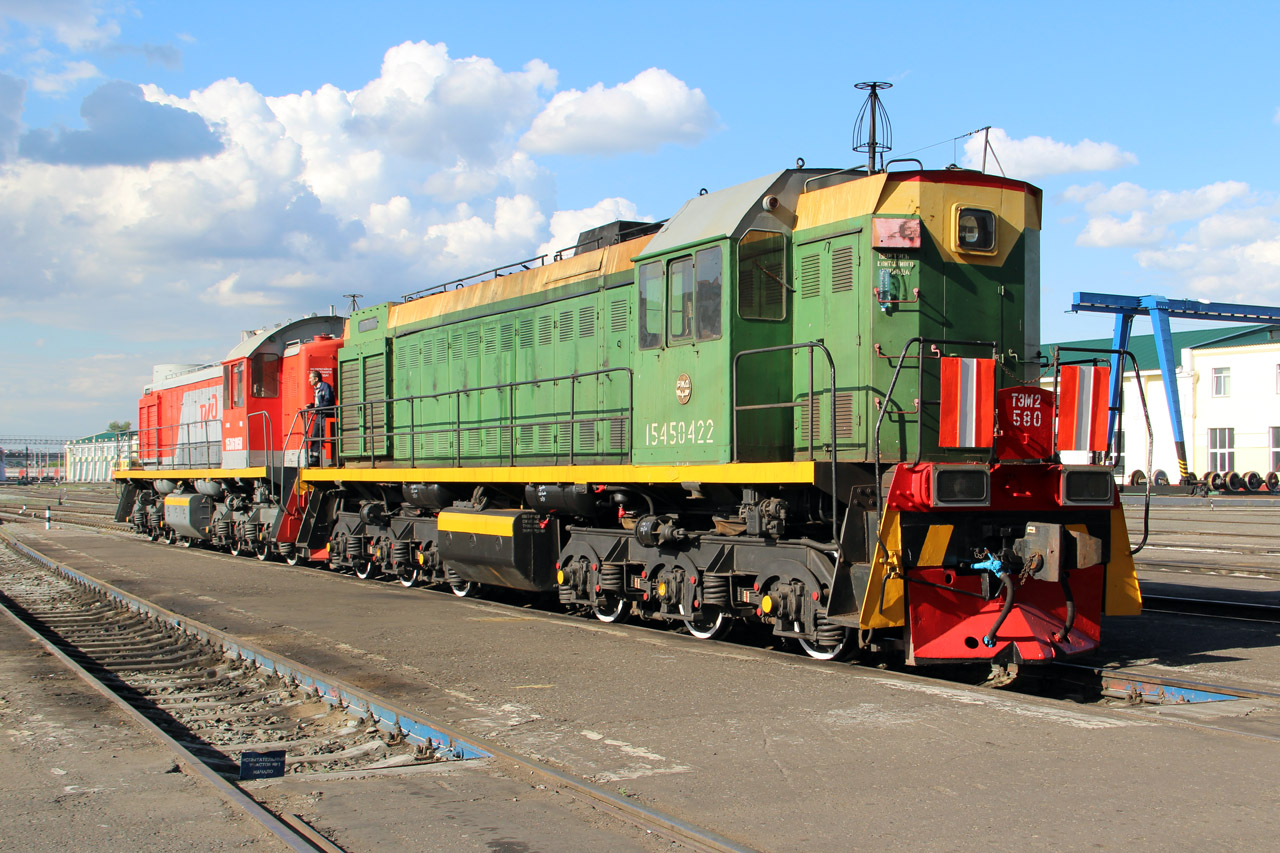
TEM2UM-580

TEM2U形を基に、機器の変更を実施した形式。ペンザディーゼル工場により開発された1-PDG4形ディーゼル発電機により出力が1,006 kWに増大し、冷却水を用いた冷却装置や換気装置にも改良が加えられた一方、重量は更に増加し126 tとなった。1988年から製造が始まり、ソ連国鉄やロシア鉄道のみならず各企業の専用鉄道にも導入され、2000年のTEM2UM-1084号機まで1,085両が作られた。
発展形式として、標準軌に対応したTEM2AM形（ТЭМ2АМ）、回生ブレーキを搭載したTEM2UMT形（ТЭМ2УМТ）が存在する。

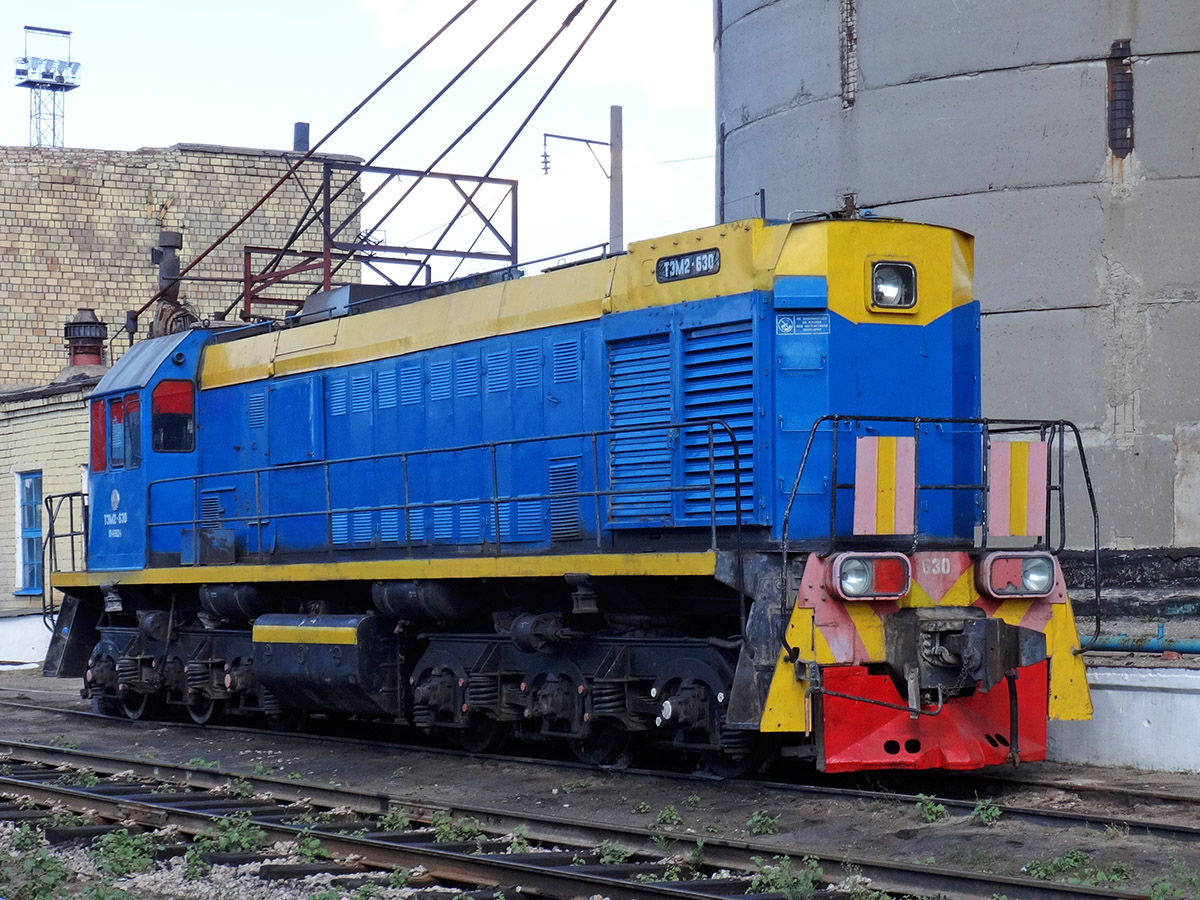
TEM2UM-630（カザフスタン鉄道）
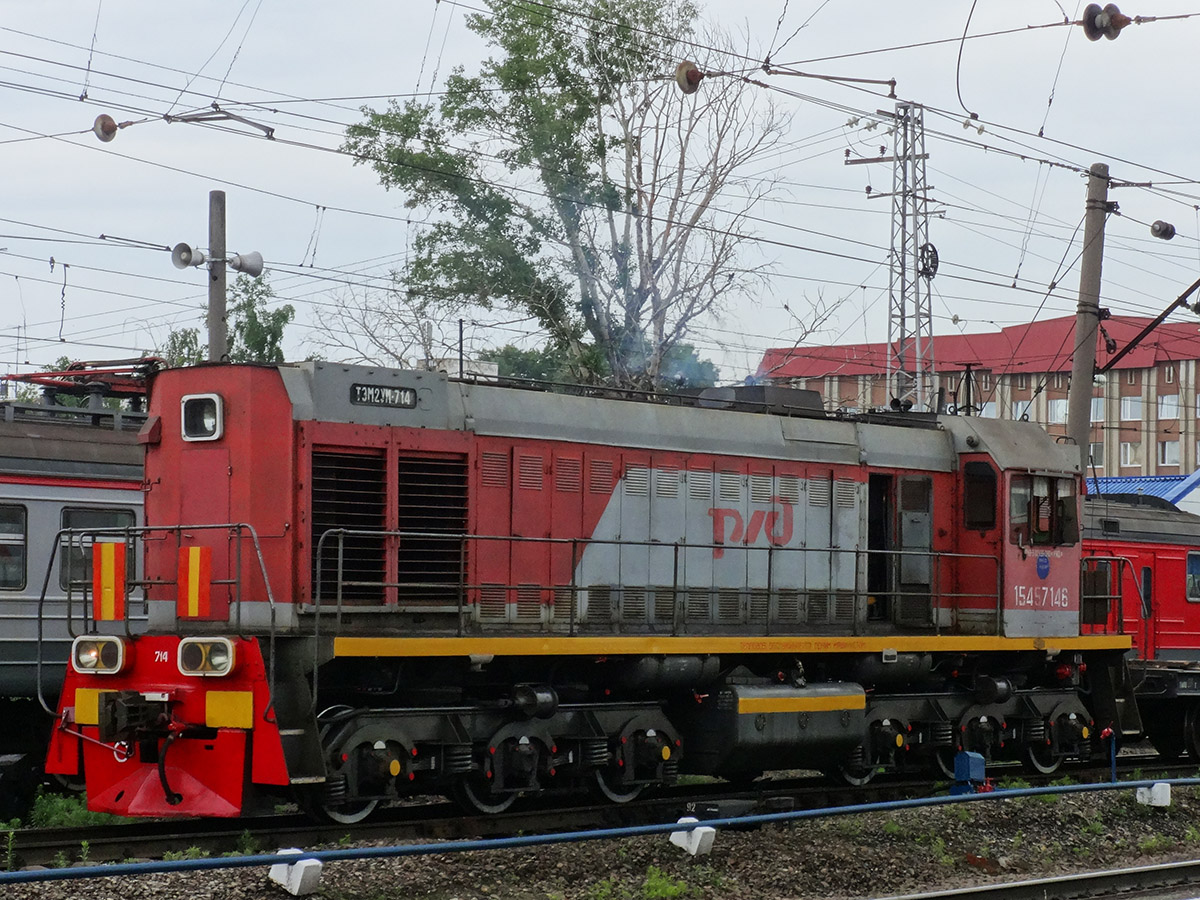
TEM2UM-714（ロシア鉄道）
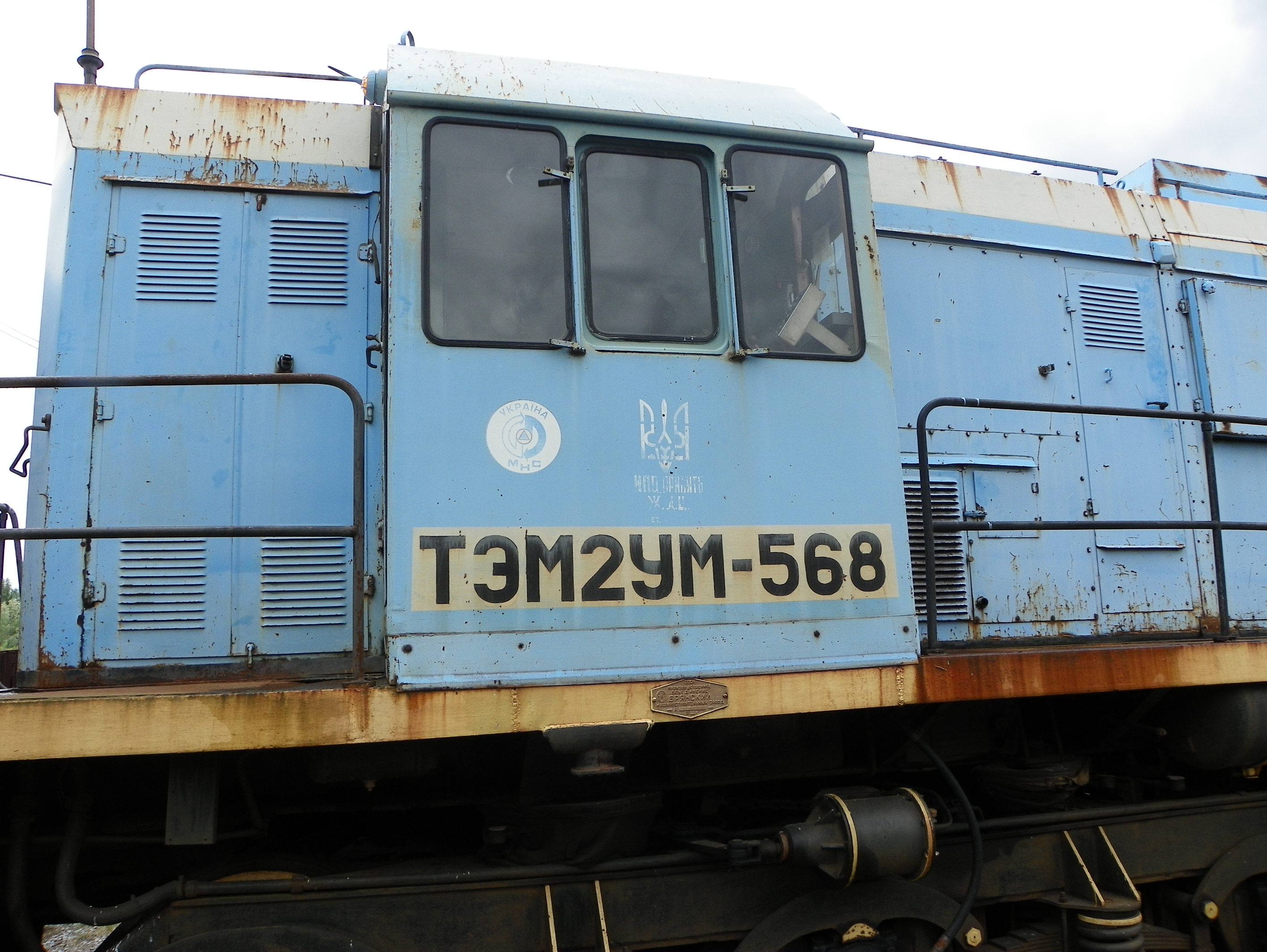
運転台

## 改造形式

### TEM2UGMK形（ТЭМ2УГМК）
ハンガリーのWoodward-MEGA社から提示された近代化プロジェクトに基づき、シャドリンスク自動集約工場による大幅な車体・機器の更新が実施された形式。車体は新規に製造された、機器室が収納されている部分の高さが低いセミセンターキャブ型のものに更新され、運転台の防音・防振対策が強化されている他、修理を容易にするため屋根は取り外しが可能となっている。運転台にはマイクロプロセッサによる自動制御・自動診断の結果を表示するディスプレイが設置されている。ディーゼルエンジンはカミンズ製の12気筒4ストローク機関であるQST30-L2形（1,800 rpm）に変更され、Woodward-MEGA製のITAG-900/175形発電機セットには主電動機用発電機や整流器、補助発電機、冷却装置などが纏められている。
2017年以降、ロシア鉄道や各地の専用鉄道への導入が行われている。

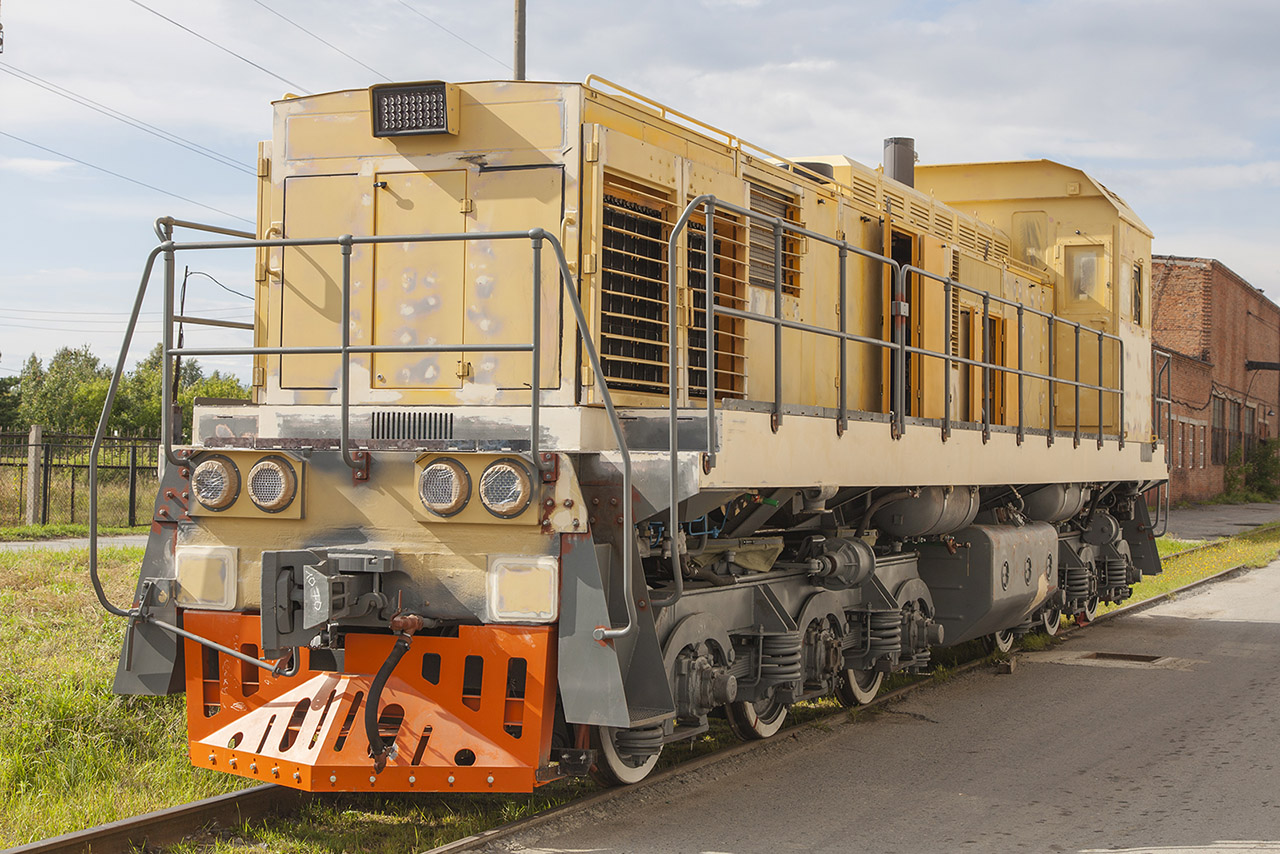
塗装前のTEM2UGMK形
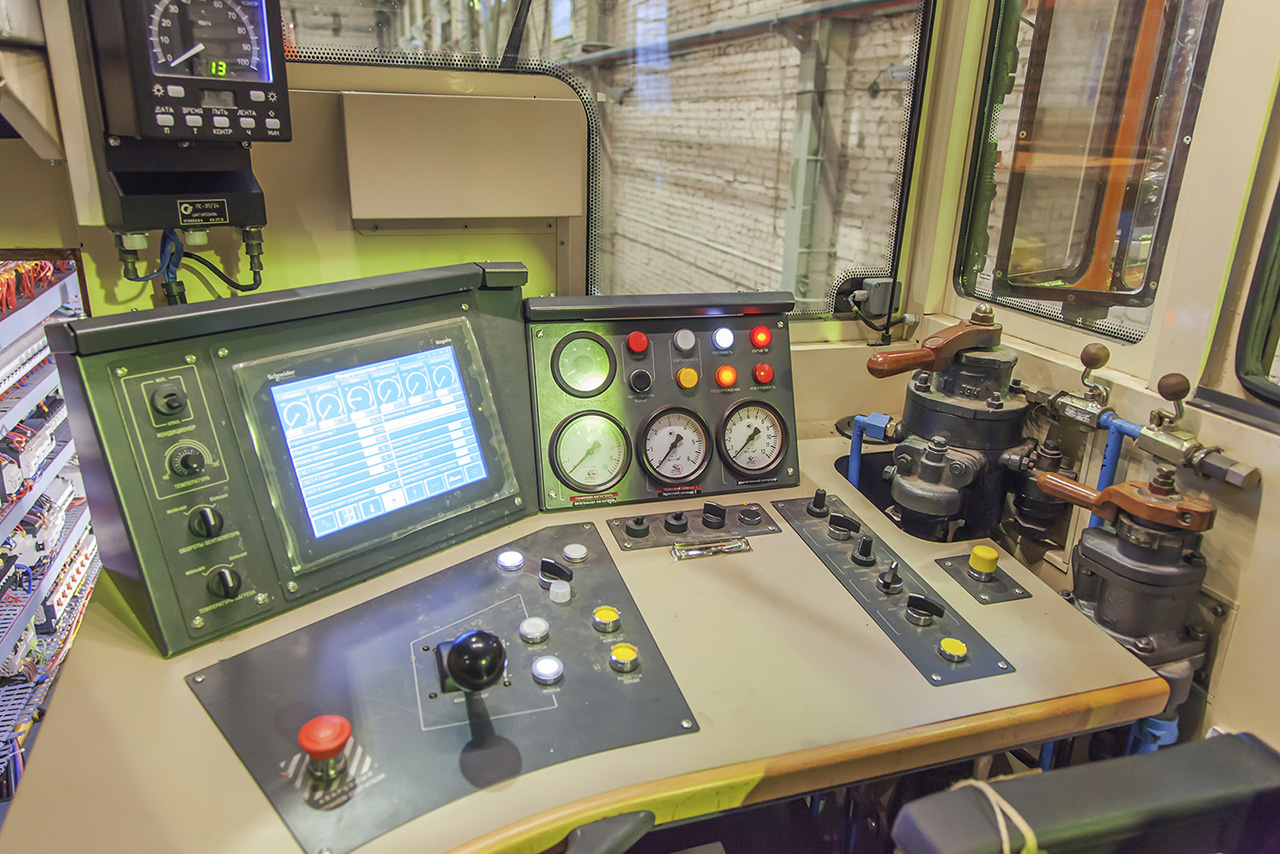
運転台

### 15D形 / 16D形
ポーランドに導入されたTEM2形・SM48形に対し、ネヴァグによる大規模な近代化工事が施された形式。車体は新規に製造されたセミセンターキャブ型のものに刷新され、運転室は人間工学に基づいた運転台の他、長時間の運転に備えた空調装置や流し台、冷蔵庫などが備わっている。入換使用時の機関車の視界を広げるため、車体にはカメラが設置されており運転台のディスプレイに画像が表示される。エンジンはアメリカ・キャタピラー製の3512C形（1,550 kW）となり出力が大幅に増加した他、補助電源装置として誘導電動機が搭載されている。また消火システムや燃料測定システムなど安全性も考慮した設計となっている。
2013年から改造が行われており、標準軌向けの15D形、広軌向けの16D形が展開されている。また、PKPカーゴが導入した車両についてはST48形と言う形式名となっている。

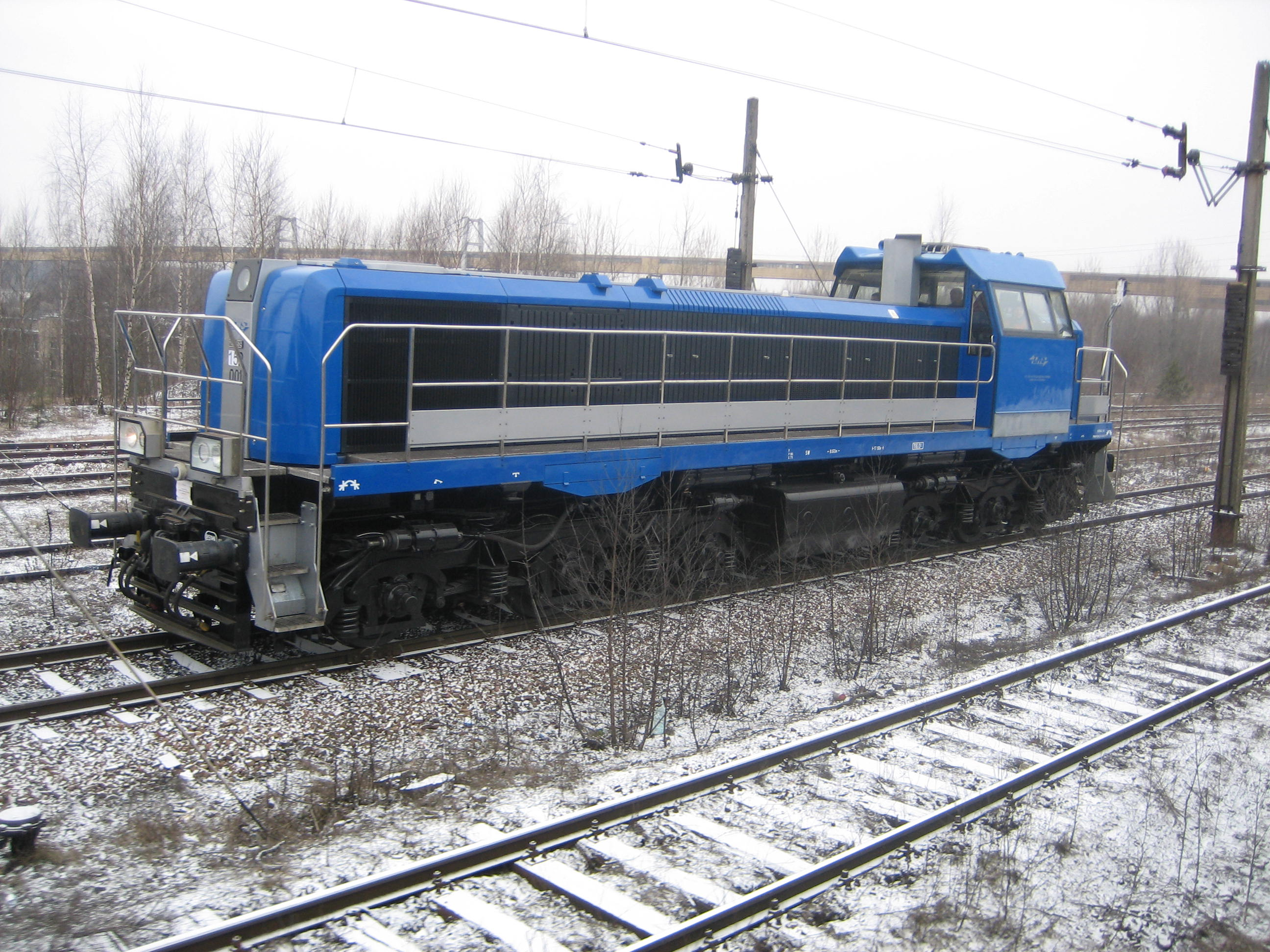
15D-001
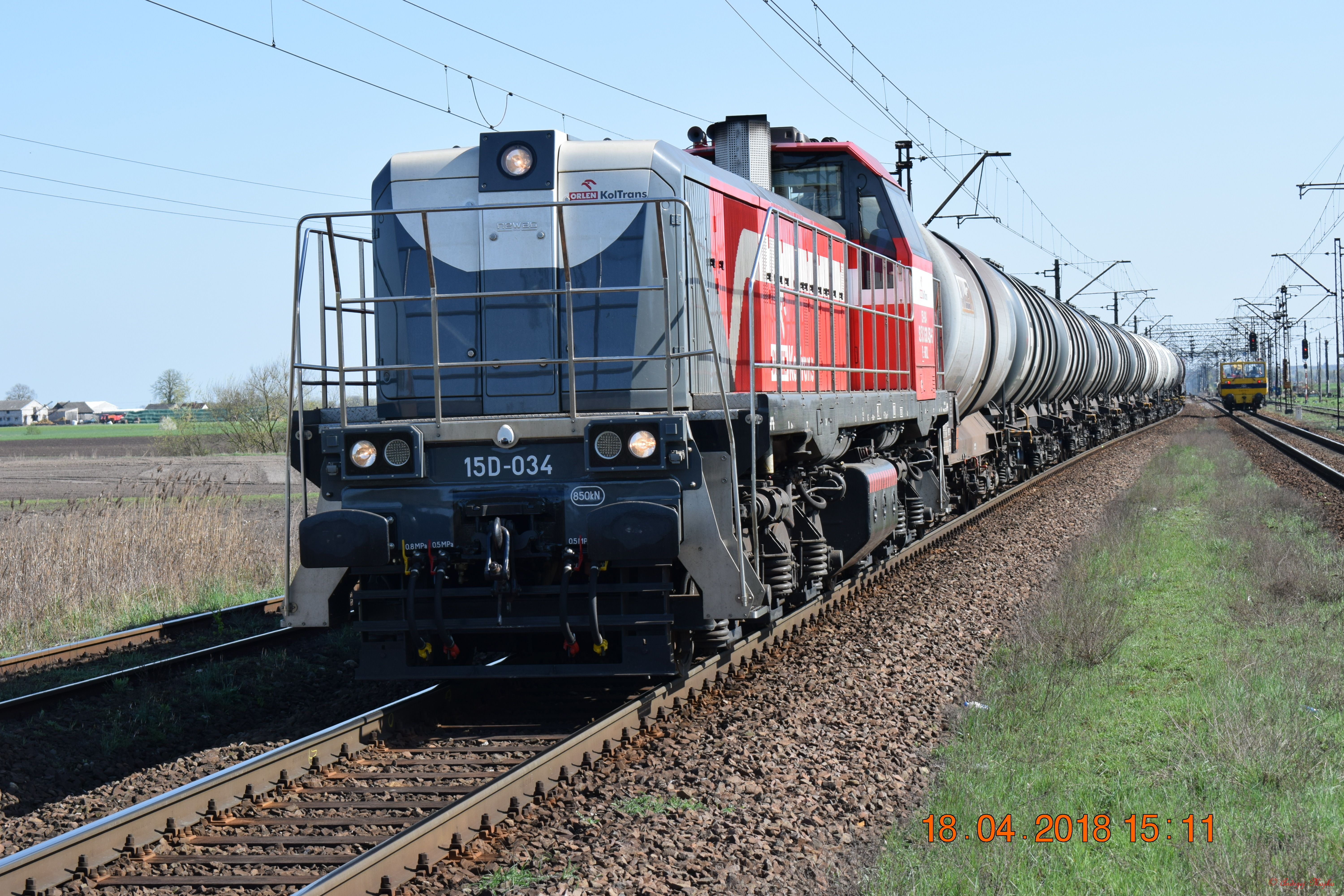
15D-034
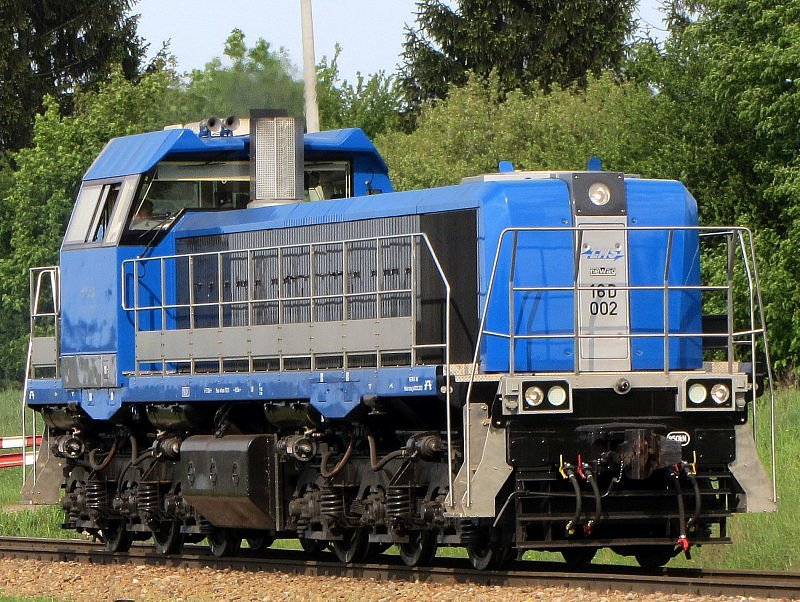
16D-002
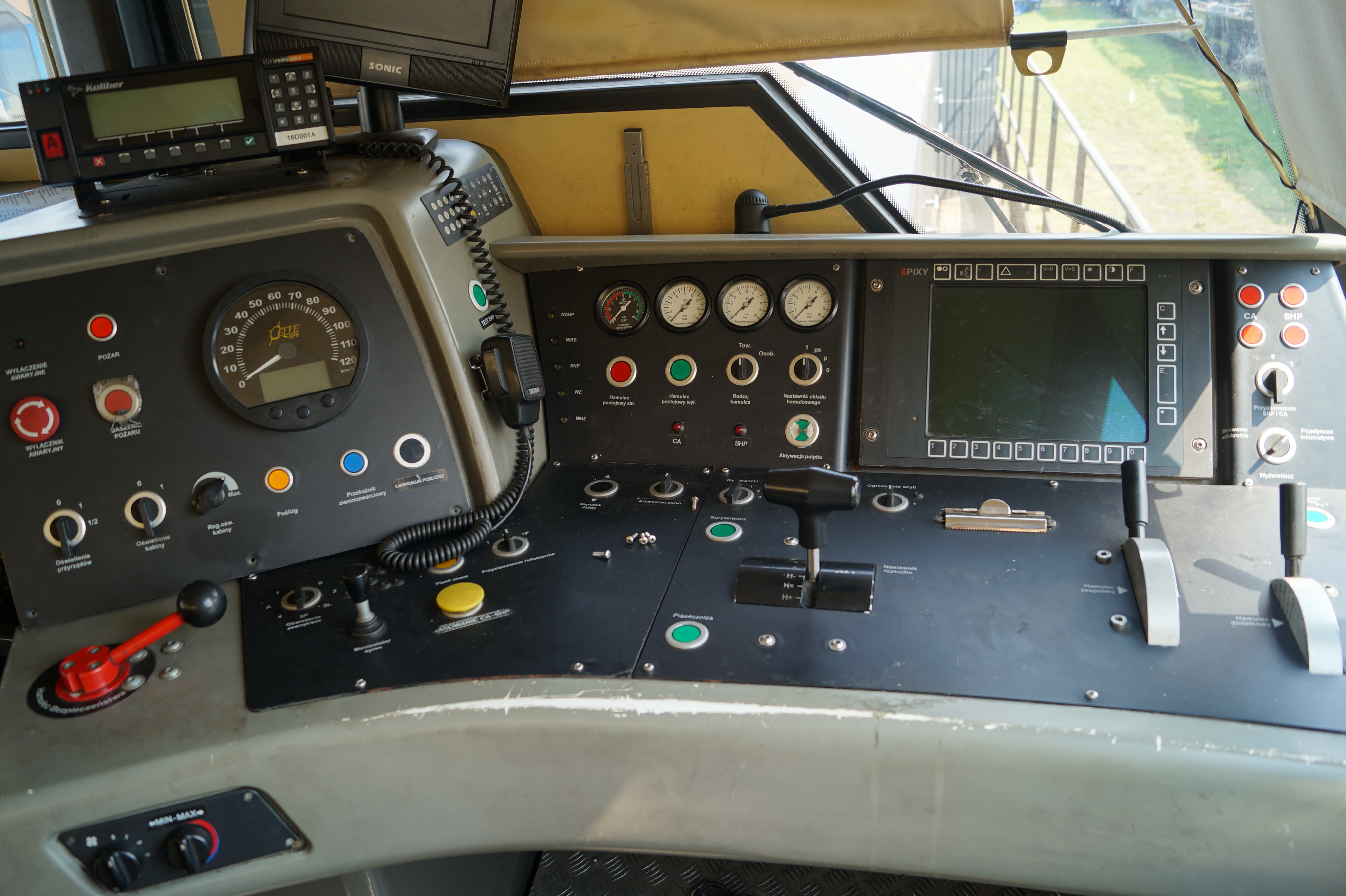
運転台

## 関連形式

### TEM3形（ТЭМ3）

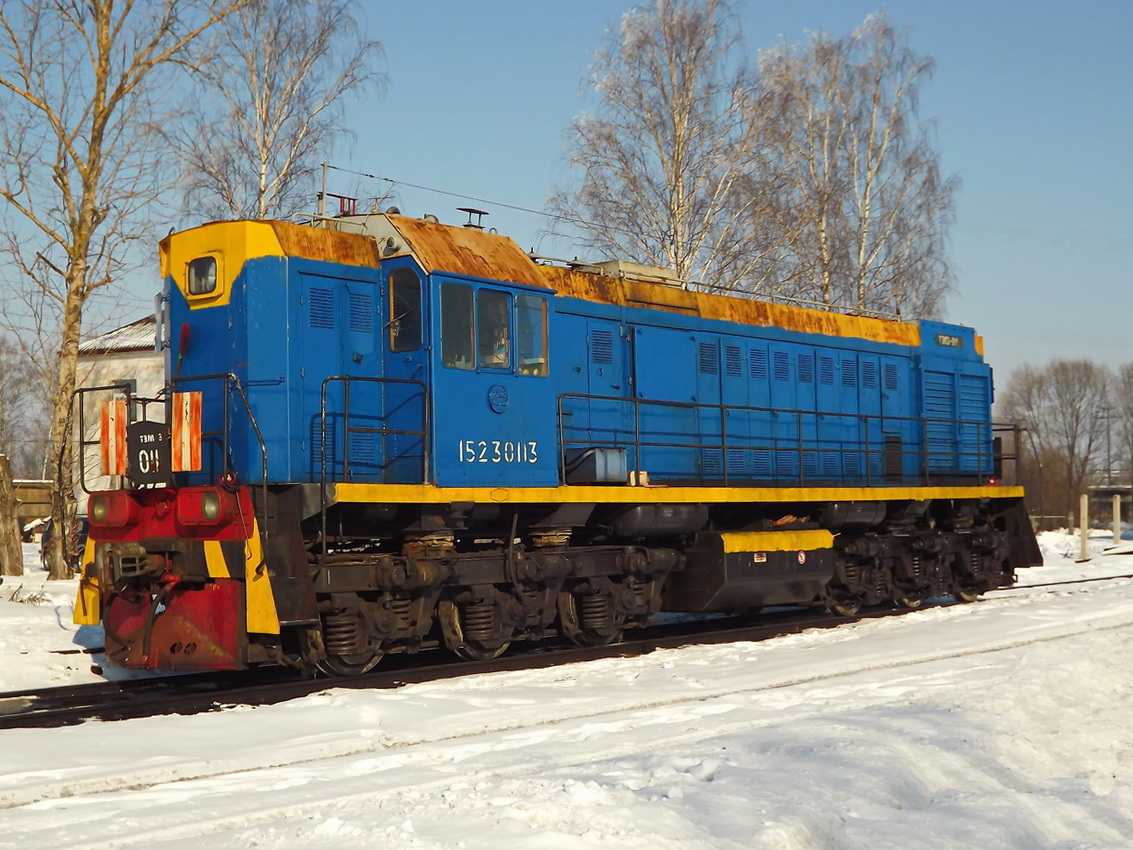
TEM3-001

1979年以降生産が実施された形式。車体や機器の基本構造はTEM2U形と同型であったが、台車の軸箱支持装置として従来の軸箱守の代わりに円筒案内式ウイングばねを用いた事で、TEM2形と比べて動的特性が高くなった。試作車を含め1986年までに27両が製造された。多くの車両には寒冷地での運用に備えた機器や運転台の暖房装置が備わっていた一方、設置されていなかった車両のうちTEM3-019号機についてはD50（1-PD4）形ディーゼル発電機が試験的に搭載され、出力が993 kW（1,350 PS）に増大した。
発展形式として、1986年に1両が試作された、ディーゼルエンジンをD49形に変更したTEM3M形（ТЭМ3М）が存在する。

### TEM4形（ТЭМ4）
TEM2形を基に高温多湿な熱帯気候向けに機器の改良を実施した、海外輸出用の形式。1964年から1966年にかけて44両が製造されたが、キューバへ輸出されたのはそのうち40両で、残りの4両はソ連国鉄が購入しTEM2形と共に使用された。

### TEM15形（ТЭМ15）

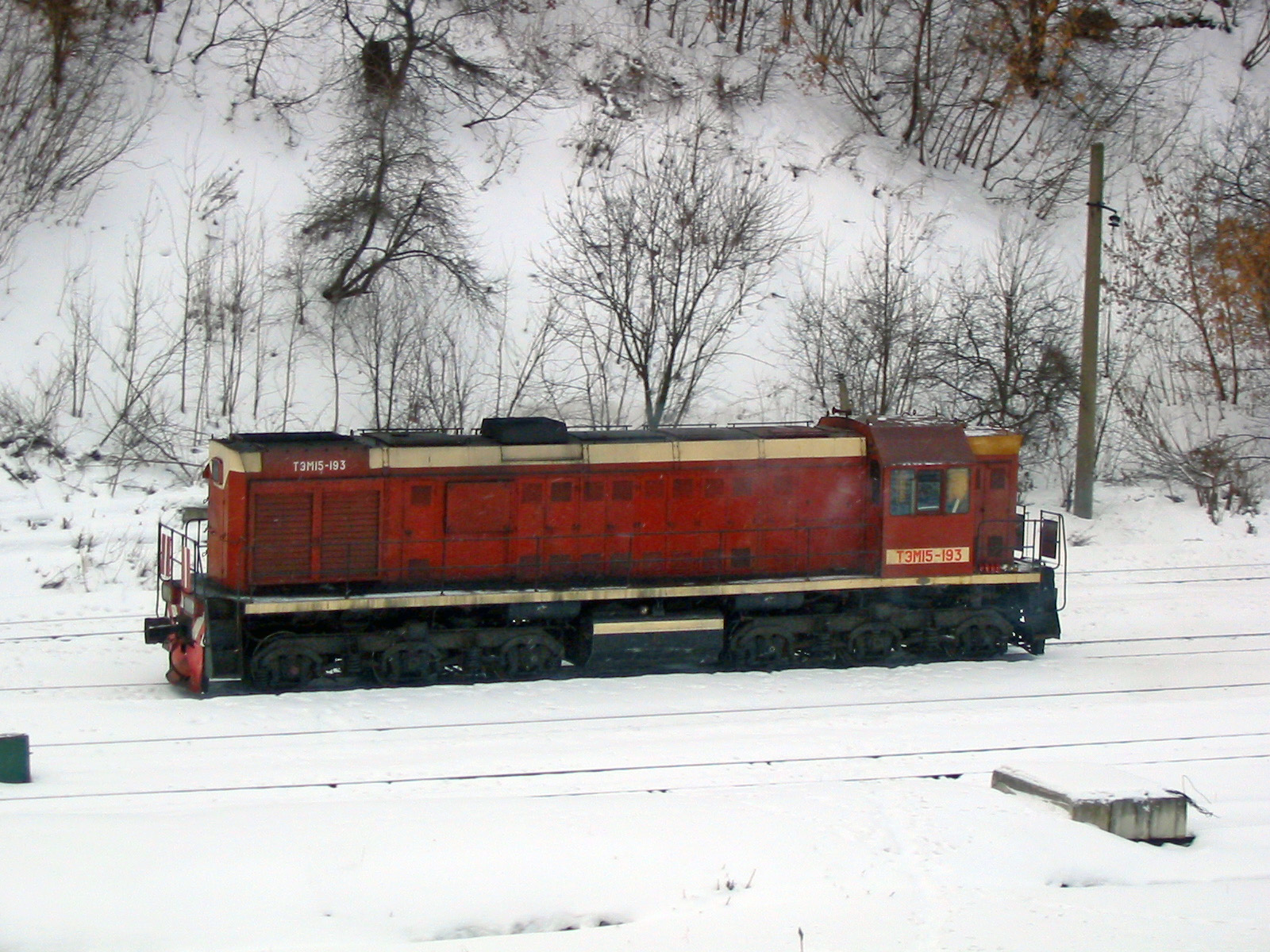
TEM15-193

TEM2M形を基に改良が行われた形式。元はキューバ向けの海外輸出用車両（TEM15K形）として製造されたが、大部分はソ連国内の専用鉄道に導入された。1987年から1995年まで194両が製造されたが、コロムナ工場で作られていた6D49形エンジンの生産が終了した事によりそれ以上の量産は行われなかった。

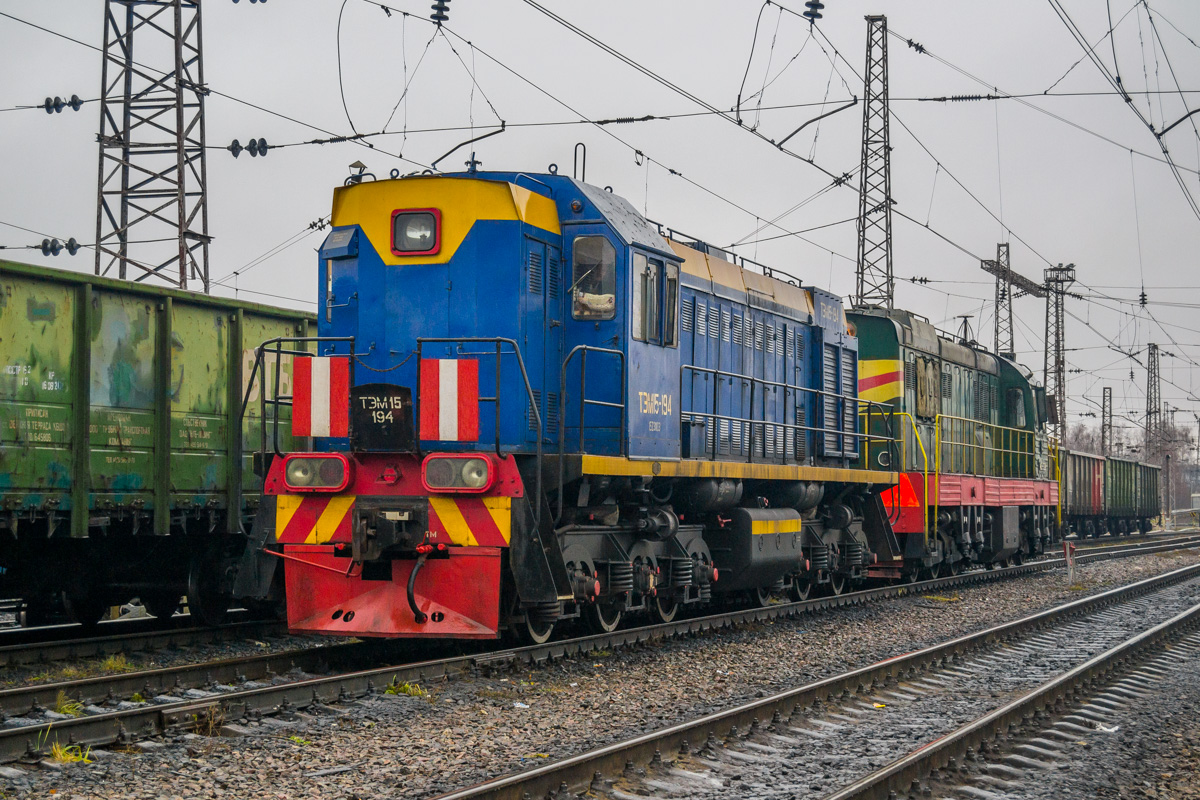
TEM15-194

### TEM16形（ТЭМ16）
1990年代前半、ブリャンスク機械製造工場はヴォロシロフグラードディーゼル機関車工場からの技術提供を受け、TEM2形と同型の車体と2TE116形に導入されている軸箱守を用いない台車を採用した試作機関車を複数製造した。そのうちTEM16形はエンジンは出力882.6 kW（1,200 HP）の2D49形を用い、1992年と1994年に1両ずつ試作された。

### TEM17形（ТЭМ17）

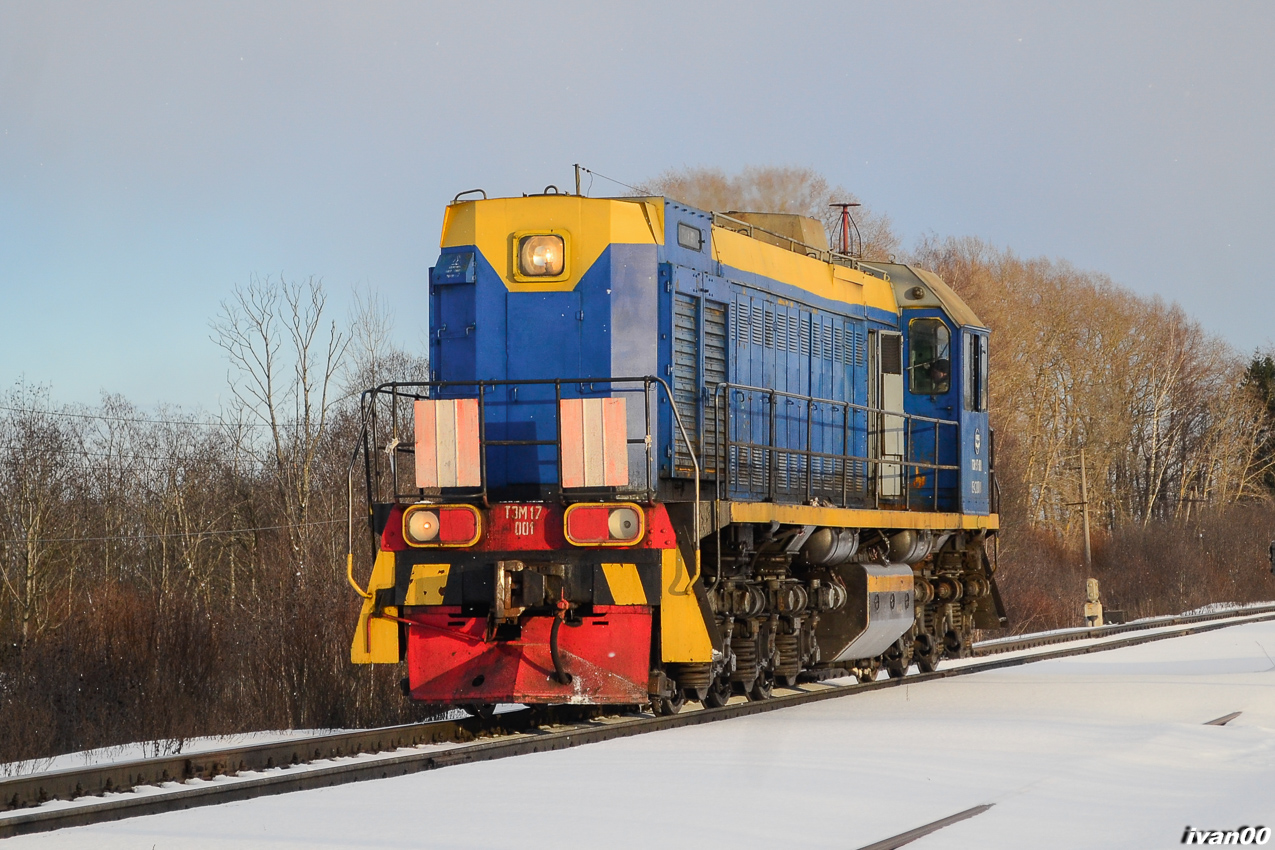
TEM17-001

1990年代に試作された機関車の1形式。エンジンはTEM2UM形と同様の出力（992.9 kW、1350 HP）を有する1-PD4形が用いられたが、ターボチャージャーの位置がTEM2UM形と異なっていた他、冷却ファンを稼働させるための油圧機械式ギアボックスが設置されていた。1991年12月に1両が試作され、2両目として寒冷地向けのTEM17C形（ТЭМ17С）の製造も検討されていたが、TEM2UM形の性能が安定していた事もありTEM17形の量産は実施されず、油圧機械式ギアボックスなどの設備はそのままTEM2UM形の増備車に用いられた。

### TEM18形（ТЭМ18）

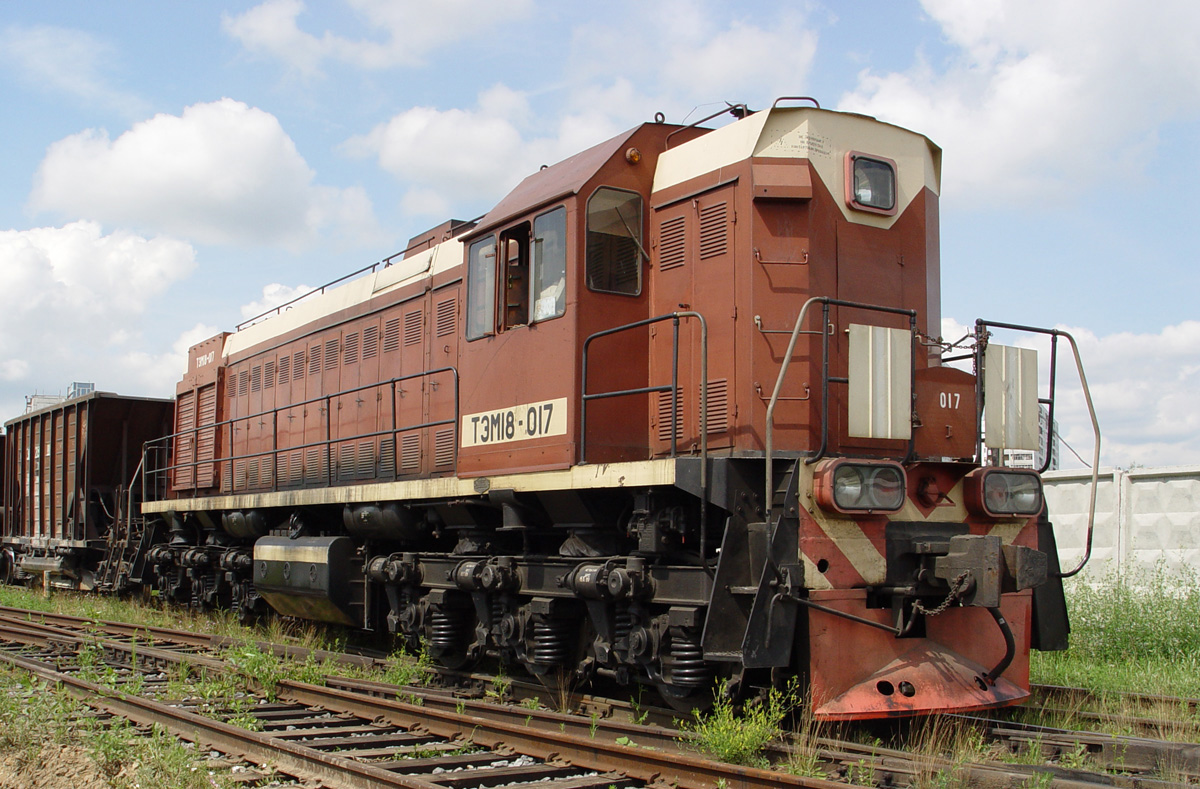
TEM18-017

出力882.6 kW（1,200 HP）の1-PDG4A形エンジンを用いた形式。1992年に製造されたTEM18-001以降、改良を重ねながら2019年現在も製造が続いている。